# Grudziądz
Grudziądzⓘ (łac. Graudentum, Graudentium, niem. Graudenz) – miasto na prawach powiatu w północnej Polsce, na prawym brzegu Wisły. Jest czwartym pod względem ludności miastem w województwie kujawsko-pomorskim. W latach 1975–1998 miejscowość administracyjnie należała do województwa toruńskiego. Siedziba powiatu grudziądzkiego i gminy wiejskie Grudziądz.
Według danych GUS z 31 grudnia 2024 roku Grudziądz był zamieszkiwany przez 87 696 osób.

## Położenie
Pod względem historycznym Grudziądz leży w ziemi chełmińskiej. Miasto ciągnie się w kierunku południkowym ponad 12,5 km, natomiast w kierunku równoleżnikowym tylko 6,2 km.
Najbliżej położone miasta to: Radzyń Chełmiński (19 km), Nowe nad Wisłą (22 km), Łasin (25 km), Świecie nad Wisłą (26 km), Wąbrzeźno (32 km), Chełmno (34 km), Jabłonowo Pomorskie (34 km) oraz Kwidzyn (35 km). Miasto sąsiaduje z powiatem grudziądzkim i świeckim.
17 października 2008 roku został oddany do użytku odcinek autostrady A1 ze Swarożyna do Nowych Marz, co usprawniło komunikację w kierunku Trójmiasta. Natomiast 17 grudnia 2012 roku otwarto węzeł autostradowy, dzięki któremu Grudziądz zyskał bezpośrednie połączenie z autostradą w kierunku północnym (Gdańsk) oraz w południowym (Toruń).

## Toponimia
W dawnych tekstach nazwa miasta występuje pod różnymi wersjami: Grudenc (1216), Grudenz (1222), Grudens, Grudene, Grudencz (1404), Cruzencz, Chrudencz, Gruzenz (tj. „Grudzieniec”), a także Gruthsanz, Grutscanz, Graudentum, Graudentium, Grawdencz, Growdencz, Graudenz, Grudziąs i Grudziądz.
Badacze od wielu lat spierają się o etymologiczne znaczenie nazwy. Część z nich wskazuje, iż nazwa pochodzi od wyrazu gród. Inni twierdzą, że od grudzistej ziemi, bogato występującej na tym terenie. Jeszcze inni uważają, iż jest ona pochodzenia pruskiego, co związane było z przenikaniem na linię Wisły żywiołu pruskiego. O obecności ludności pruskiej po obu stronach Wisły świadczą nazwy takich miejscowości, jak: Memino, Pałuty, Metława, Rytel, Wiąg i Zblewo. Stąd nazwy Tczew, Gniew i Grudziądz też są często wymieniane w spekulacjach o rodowodzie pruskim.
Ostatnio przeważa jednak pogląd, że nazwa miasta może najprawdopodobniej pochodzić od słowa gruda, lecz w kontekście średniowiecznego określenia cegły. W wiekach średnich słowo cegła nie istniało. Używano porównań typu: „Mediolan z Marmuru”, „Buda z kamienia”, „Malbork z błota” itp. Nazwa miasta w takim znaczeniu pojawiła się prawdopodobnie w czasach biskupa Chrystiana, w 1222 roku, kiedy została ukończona budowa ceglanej stróży dla potrzeb wyprawy krzyżowej rycerstwa polskiego do Prus pod wodzą księcia Leszka Białego. Grudziądz, w przeciwieństwie do innych miast ze średniowiecznym rodowodem, nie przeszedł fazy budowy wałów ziemno-drewnianych. Od początku swojego istnienia posiadał mury kamienno-ceglane. Liczne badania archeologiczne przeprowadzone w latach 2008–2009 na terenie Starego Miasta i przylegającej do niego Góry Zamkowej potwierdziły te przypuszczenia, ponieważ nie odnotowano jednoznacznego odnalezienia tam śladów drewnianego grodu.

## Geografia

### Ukształtowanie terenu
Według regionalizacji fizycznogeograficznej Polski Grudziądz położony jest prawie w całości w Kotlinie Grudziądzkiej. Północno-wschodni fragment miasta znajduje się natomiast na Pojezierzu Chełmińskim. Powierzchnia kotliny na terenie miasta wynosi około 240 km², długość 20 km, a szerokość 18 km. Jej cechą charakterystyczną są kępy, które wznoszą się ponad 60 m nad poziomem doliny Wisły. Największą z nich jest Kępa Forteczna, wznosząca się na wysokość 86,1 m n.p.m. w północnej części miasta. Na południu natomiast wznosi się Kępa Strzemięcińska (79,3 m n.p.m.).

### Klimat

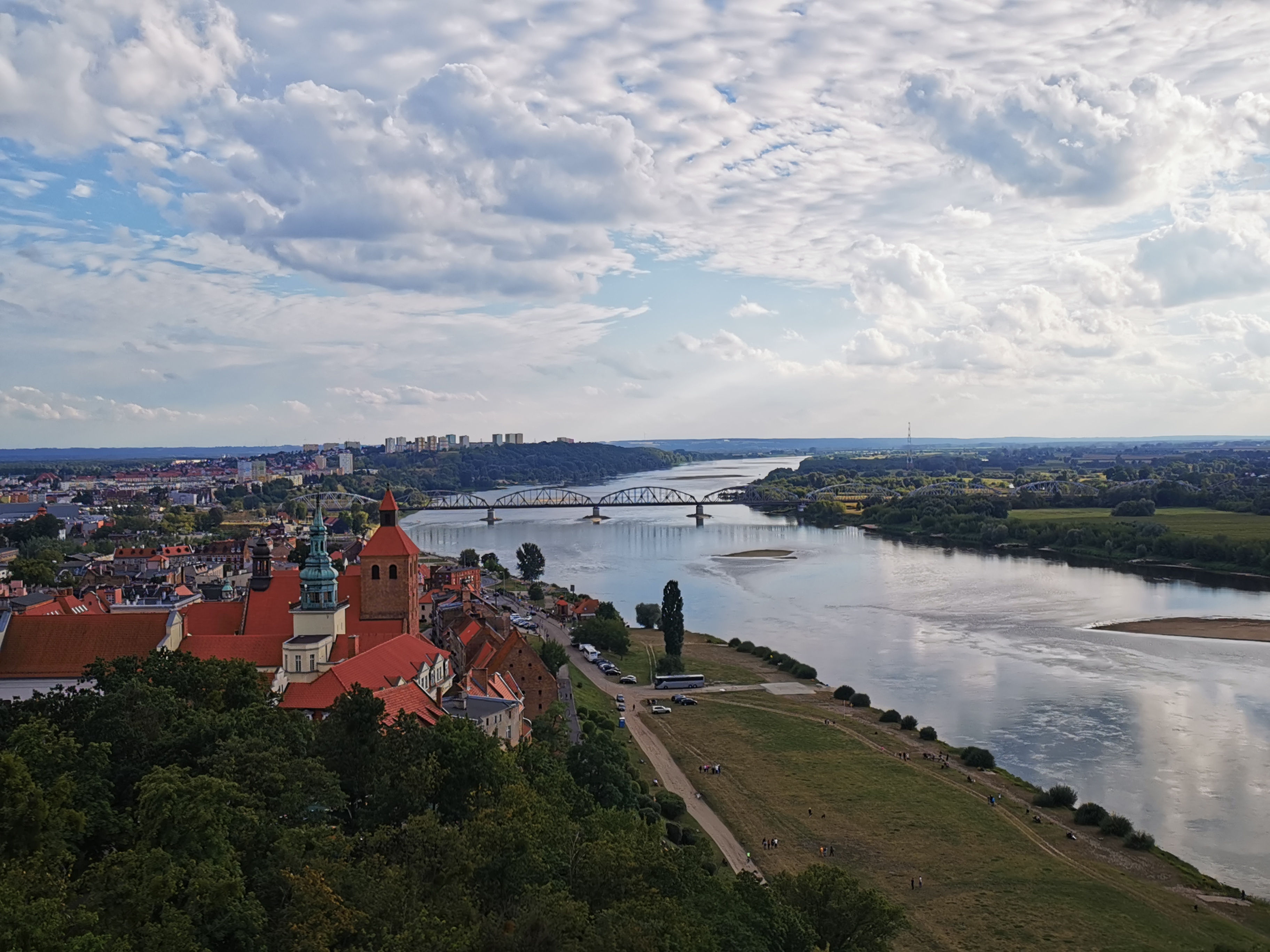
Widok z wieży Klimek na Wisłę.

Grudziądz położony jest w strefie klimatycznej umiarkowanej. Napływ różnorodnych mas powietrza powoduje, że teren ten odznacza się dużą zmiennością pogody oraz dużymi wahaniami przebiegu typów pogody. Istotną rolę dla klimatu odgrywa ukształtowanie obszaru i znaczne różnice wysokości w poszczególnych strefach Kotliny Grudziądzkiej.
Średnie dzienne nasłonecznienie wynosi od 4 do 5 h. Największe przypada w maju (7–8 h), najmniejsze w grudniu (1,3 h). Roczna ilość czasu nasłonecznienia wynosi około 1600 h. Średnie roczne zachmurzenie waha się między 6 a 8,5. Największe jest w listopadzie, najmniejsze w czerwcu. Średnia roczna temp. wynosi 8 °C. Najgorętszym miesiącem roku jest lipiec (ok. 19 °C), a najzimniejszym styczeń (–3 °C). Ważnym elementem klimatycznym są przymrozki. Okres występowania przymrozków dochodzi do 160 dni na rok. Średnio rocznie opady atmosferyczne wynoszą ok. 500 mm. Jednak jest to parametr o dużym rocznym zróżnicowaniu od 295 do 757 mm. Wiatry wieją najczęściej z kierunku południowo-zachodniego i są formowane pod wpływem kierunku biegu doliny Wisły. Prędkość wiatrów wiejących w Grudziądzu wynosi średnio około 3 m/s.

### Wody
Grudziądz leży nad Wisłą, na 835 km biegu rzeki. Szerokość koryta rzeki w obrębie miasta wynosi od 320 do 500 m, a spadek rzeki – 0,2%. Głębokość koryta dochodzi do 9 m.
Miasto może pochwalić się bogatymi zasobami czwartorzędowych wód podziemnych. Grudziądz i jego okolice, zaliczone zostały do obszarów najwyższej ochrony w podziale na Główne Zbiorniki Wód Podziemnych Polski i oznaczone jako zbiornik nr 129.
W mieście znajdują się następujące zbiorniki wodne:
- jezioro Rudnickie Wielkie
- jezioro Tarpno
- jezioro Rządz
- jezioro Bajkał[18]
- kanał Trynka
- rów Hermana

### Zieleń miejska

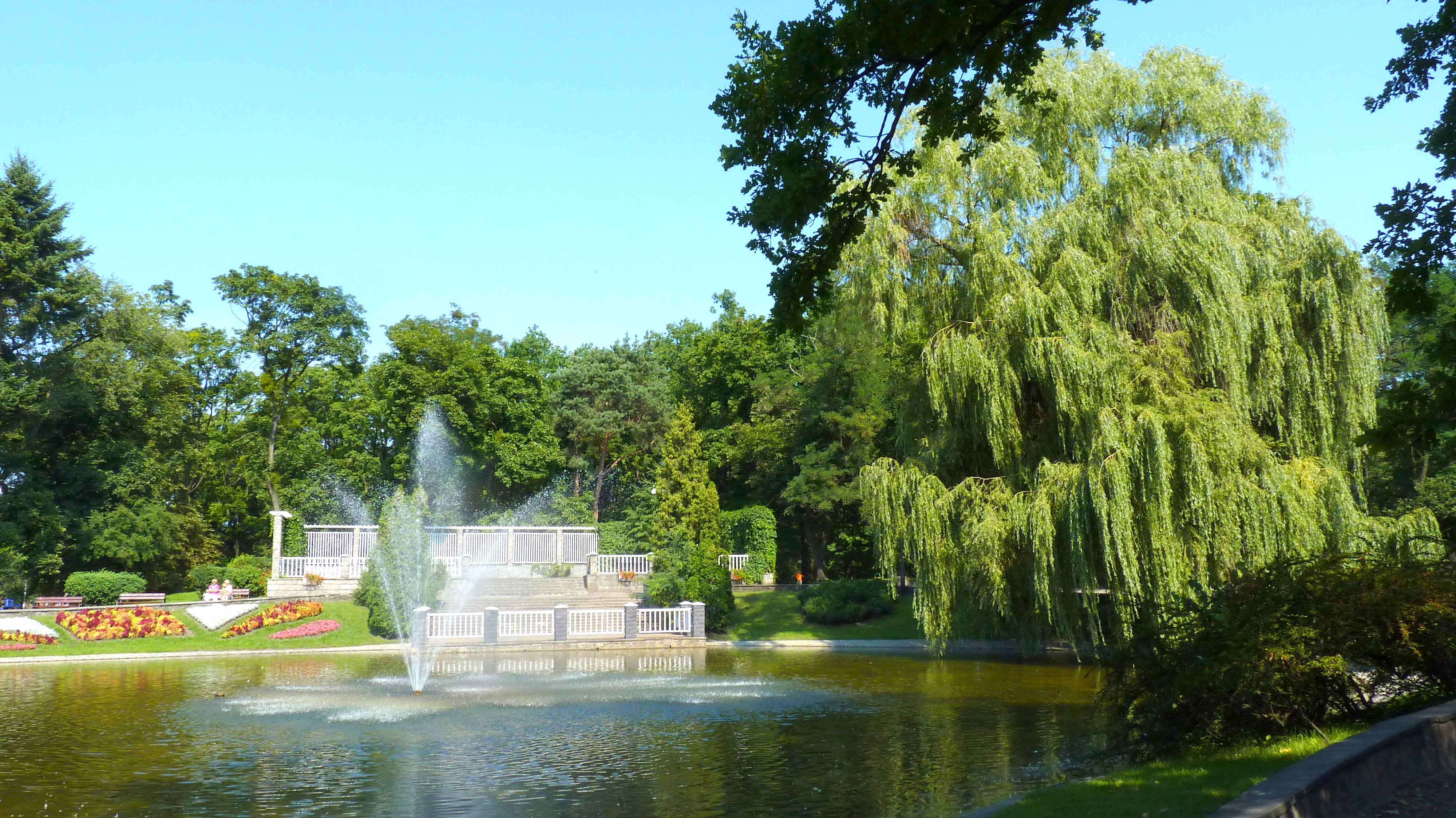
Park Miejski im. Piotra Janowskiego w Grudziądzu

W mieście lasy i grunty leśne zajmują 1124 ha (19% powierzchni miasta), a parki i zieleńce 196 ha (3,33%). Z tych ostatnich na uwagę zasługuje Park Miejski (38,7 ha) oraz tzw. planty nad Kanałem Trynka (6,4 ha) wraz z Ogrodem Botanicznym (0,5 ha).

### Ochrona środowiska
Prawie 20% ogólnej powierzchni miasta stanowią lasy, parki i zieleńce, na których występuje ponad 400 gatunków roślin i zwierząt.

### Pomniki przyrody
W mieście znajduje się 38 pomników przyrody: 30 pojedynczych drzew, 6 grup drzew, 1 aleja drzew oraz 1 wychodnia skalna.

## Historia
Stanisław Kujot dość dokładnie opisuje chrześcijańskie początki Grudziądza (oraz nazwę miejscowości) na podstawie analizy istniejących po dziś dzień dokumentów: „[...]... Tak samo się rzecz miała z ziemią chełmińską, która do Mazowsza należała i z niem razem w pierwszej połowie rządów Bolesława Chrobrego do państwa polskiego weszła. Mazowsze przedwiślanskie należało do Polski już za Mieszka I. Stosunek zaś ten zależności obu ziemi do Polski nie był przejściowy tylko, lecz trwały, bo zastajemy go jeszcze za Bolesława Śmiałego, kiedy tenże około r. 1065 zamierzając jakieś nowe biskupstwo założyć, prócz innych grodów mu także Grudziądz – Grudenczh –, a w Chełmnie – in Culmine – każdy dziewiąty targ, to jest dochody książęce z niego, i opłatę z karczem – nonum forum cum tabernario –, wreszcie wszystkie przewozy przez Wisłę od ujścia Bzury aż po morze – transitus omnes per Wyslam a Camen usque ad mare – wyznaczył.”
Wojciech Kętrzyński domyśla się, że darowizny te dla biskupstwa płockiego przeznaczone były. Nie było zaś przykładu, by chrześcijański książę ziemię jakąś z samodzielności wyzuł, a przy pogaństwie zostawił, owszem za podbiciem szło z powszechnego zwyczaju nawracanie. Choć tedy pisane źródła, których w kraju współczesnych albo bliskoczesnych brak zupełnie, o sprawie tej tak ważnej milczą, wniosek sam się nasuwa, że i Piastowie chrześcijańscy na Dolnym Powiślu, o ile ono do państwa ich należało, tak samo sobie postąpili...[...]

### Kalendarium
- około 8000 lat p.n.e. – najstarsze ślady bytności człowieka na terenie Grudziądza z okresu późnego paleolitu
- 2 poł. VII-VIII w. – pierwsze ślady osadnictwa wczesnośredniowiecznego na Górze Zamkowej[21]
- X w. – początki grodu warownego na obszarze Góry Zamkowej[22]
- 1064 – gród zostaje zajęty przez Prusów[11]
- 1065 – powrót grodu w granice państwa Piastów[11]
- 11 kwietnia 1065 – pierwsza wzmianka o Castrum Grudomzch w przywileju płockim wystawionym przez Bolesława II Szczodrego klasztorowi w Mogilnie[23]. Grudziądz zostaje wspomniany na pierwszym miejscu, co świadczy o ugruntowanej pozycji miasta jako grodu obronnego i handlowego oraz jego randze na tle miast ziemi chełmińskiej i grodów Mazowsza[11]
- 1207 – objęcie ziemi chełmińskiej z Grudziądzem przez Konrada mazowieckiego[11]
- 1218 – nadanie grodu biskupowi Chrystianowi z Oliwy[22]
- 1222–1231 – okres przynależności Grudziądza do biskupa Chrystiana. Jest duże prawdopodobieństwo, że w tym przedziale czasu miasto otrzymało z jego rąk prawa miejskie[3]. Możliwe, że gród grudziądzki mógł pozostawać w posiadaniu biskupa aż do jego śmierci w 1245 roku z przerwą w latach 1233-1238, kiedy znajdował się on w niewoli u Sambów[15].
- 1231 – „formalne” objęcie ziemi chełmińskiej wraz z Grudziądzem przez Krzyżaków[11]
- 1233 – oficjalne przekazanie władzy nad ziemią chełmińską i Grudziądzem Krzyżakom, którzy zajmują tereny do granicy Osy[11]

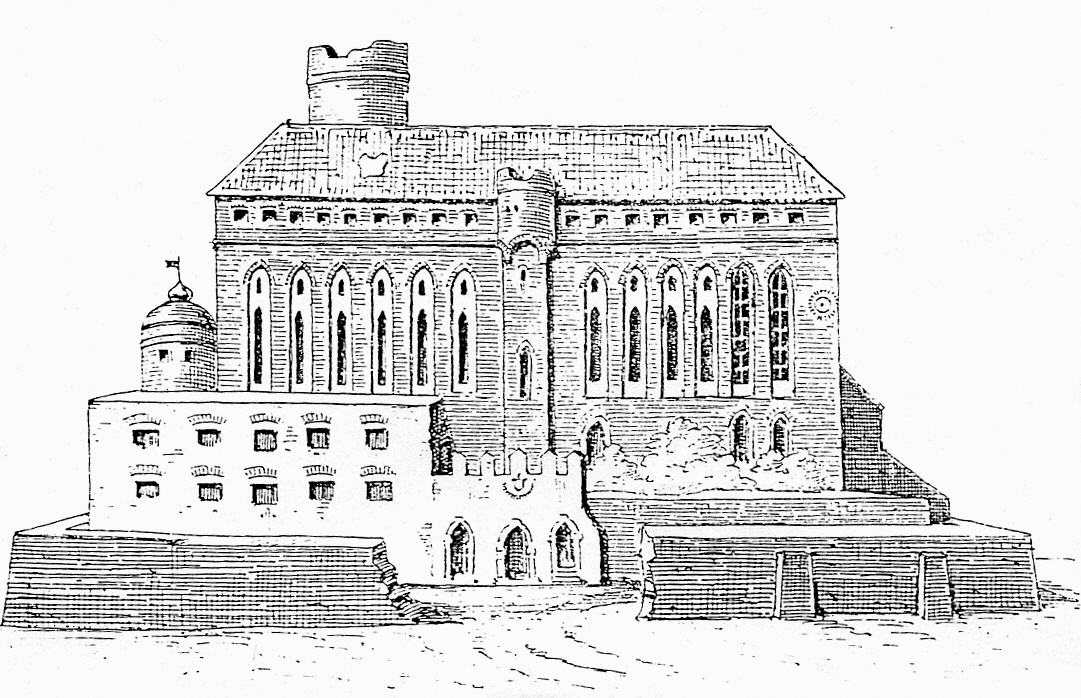
XVIII-wieczna litografia zamku krzyżackiego w Grudziądzu z XIII wieku. Widok na skrzydło południowe.

- XVIII-wieczna litografia zamku krzyżackiego w Grudziądzu z XIII wieku. Widok na skrzydło południowe.około 1235 – rozpoczęcie budowy zamku krzyżackiego. Prace nad nim zakończono około 1299 roku. Został zniszczony w 1945 roku
- 15 czerwca 1243 – bitwa pod Rządzem, stoczona pomiędzy wojskami zakonu krzyżackiego a Prusami. Krzyżacy odnoszą klęskę[24]
- 18 czerwca 1291 – mistrz krajowy Meinhard z Kwerfurtu nadaje miastu prawa miejskie odmiany chełmińskiej, które regulowały prawnie jego granice
- przełom lipca i sierpnia 1410 – krótkotrwałe zajęcie miasta i zamku przez wojska króla Jagiełły
- 8 lutego 1454 – zdobycie miasta przez oddziały Związku Pruskiego – koniec władzy Krzyżaków
- 1455 – oddziały krzyżackie z Kwidzyna i Łasina napadły na Grudziądz i spaliły jego przedmieścia oraz spichrze
- 19 października 1466 – II pokój toruński – Grudziądz z ziemią chełmińską zostają przyznane Polsce
- 21 marca 1522 – Mikołaj Kopernik na odbywającym się w Grudziądzu Sejmiku Generalnym Prus Królewskich wygłosił traktat o monecie De aestimatione monetae
- 1622 – przybycie jezuitów i otwarcie przez nich kolegium
- 2 marca 1624 – przybycie benedyktynek
- 1655–1659 – okupacja szwedzka
- 1703 – II okupacja szwedzka
- 1707–1718 – okupacja rosyjska
- 21 września 1772 – I rozbiór Polski. Grudziądz trafia pod zabór pruski
- 6 czerwca 1776 – początek budowy cytadeli

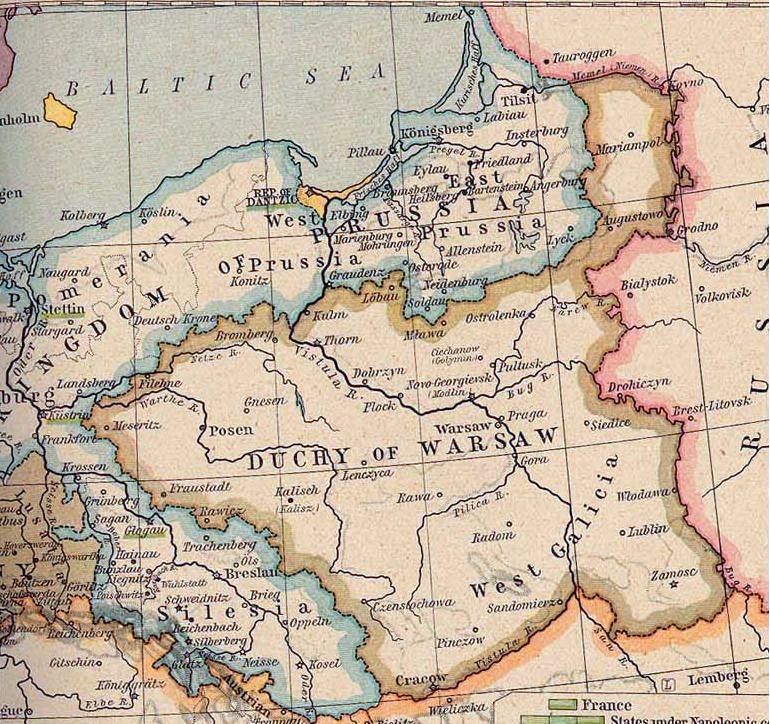
Księstwo Warszawskie (1807–1815)

- Plan fortyfikacji w okolicy GrudziądzaKsięstwo Warszawskie (1807–1815)Schyłek XVIII w. – przeniesienie się do Grudziądza na krótki czas pruskiego króla wraz z dworem

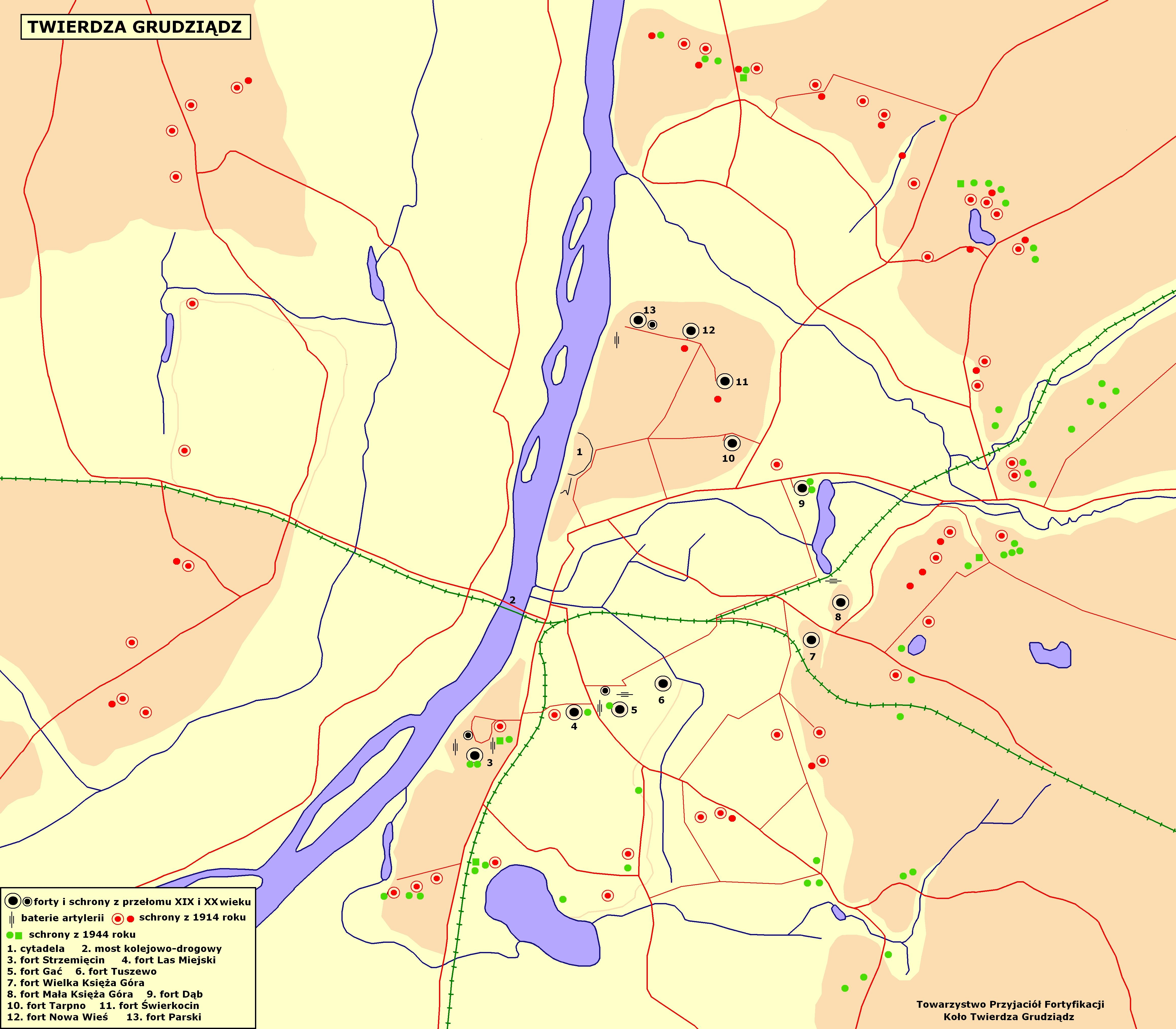
Plan fortyfikacji w okolicy Grudziądza

- 1801 – początek rozbiórki zamku krzyżackiego
- 1806/1807 – próby zdobycia Grudziądza przez wojska napoleońskie, udaremnione przez Courbière’a

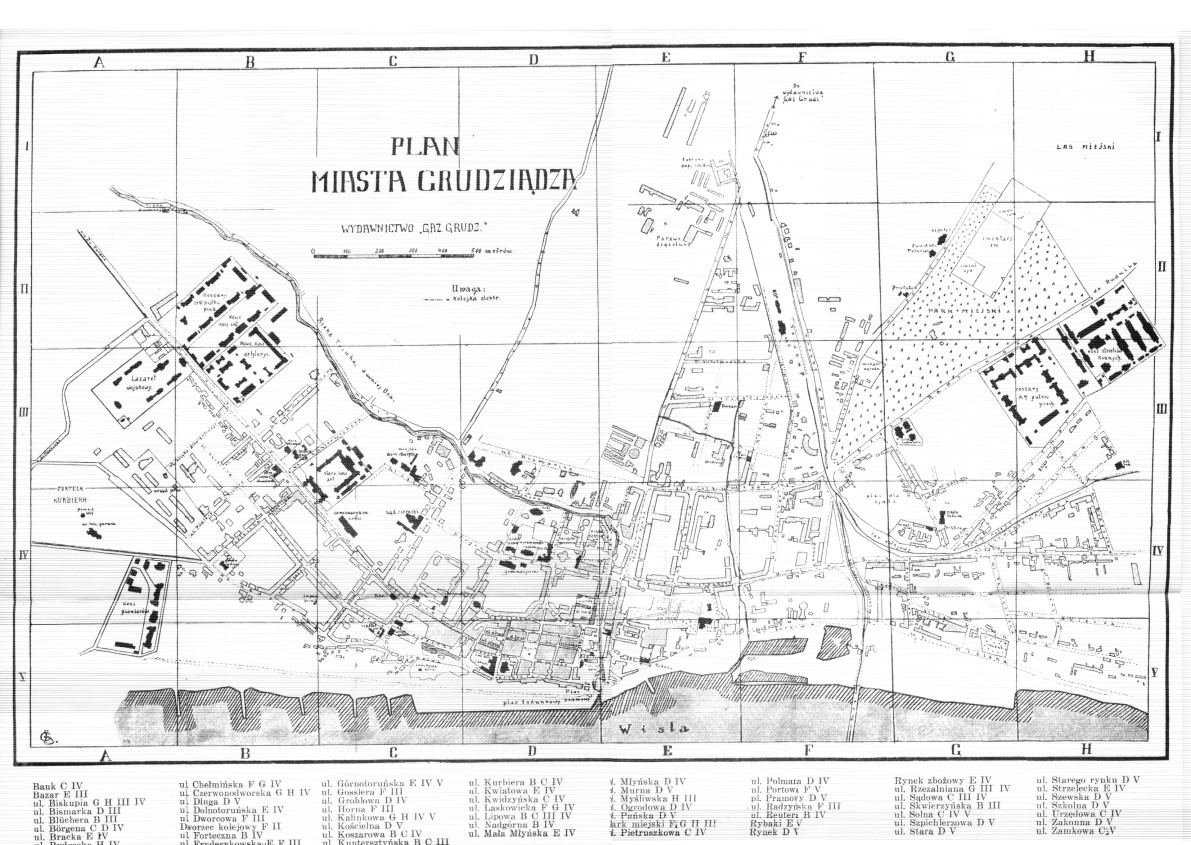
Plan Grudziądza z 1913 roku

- Plan Grudziądza z 1913 rokudruga połowa XIX w. – rozwój miasta i poszerzenie granic Grudziądza. Powstają nowe dzielnice mieszkalne (szczególnie w celu germanizacji miasta, bo miało to zachęcić Niemców do przybycia). Zbudowano port rzeczny oraz połączenie kolejowe z Toruniem (nieopodal granicy z zaborem rosyjskim, która biegła 10 km na wschód od Torunia; linia ta łączyła się z biegnącą do Warszawy i dalej na wschód linią kolejową), Jabłonowem Pomorskim, Bydgoszczą, Tczewem, Laskowicami czy Chełmżą i innymi miejscowościami zaboru niemieckiego, a także innymi miastami niemieckimi, m.in. Królewcem[22]
- 1876–1878 – wybudowanie mostu prowadzącego przez Wisłę[22]
- 1894 – początek wydawania „Gazety Grudziądzkiej” w języku polskim, docierającej do Polaków mieszkających w Grudziądzu oraz wszystkich większych miejscowościach zaboru pruskiego[22]
- 1900 – miasto staje się powiatem miejskim (niem. Stadtkreis) w rejencji kwidzyńskiej, w prowincji Prusy Zachodnie
- 1910 – w wyniku germanizacji Niemcy stanowią około 85% ludności Grudziądza[25]
- 1918 – Polacy stanowią około 18% ludności Grudziądza[26]
- 28 czerwca 1919 – przyznanie Grudziądza odrodzonej Polsce wskutek postanowień traktatu wersalskiego
- 23 stycznia 1920 – wkroczenie wojsk polskich do Grudziądza, nastąpił odpływ Niemców (zwłaszcza niemieckich kolonistów przybyłych do miasta w okresie zaborów), a w zamian do miasta nastąpił napływ Polaków z ziem, które pozostały w granicach Niemiec
- 15 sierpnia 1920 – powołanie do życia Centralnej Szkoły Jazdy w Grudziądzu, która dała początek Centrum Wyszkolenia Kawalerii
- 26 czerwca – 12 lipca 1925 – Pierwsza Pomorska Wystawa Rolnictwa i Przemysłu
- 1 stycznia 1930 – powołanie Centrum Wyszkolenia Żandarmerii
- 1931 – Polacy stanowią 93% mieszkańców Grudziądza
- 2 września 1939 – walki 16 DP o miasto
- 4 września 1939 – wkroczenie wojsk niemieckich do miasta, którego władze w ratuszu wręczają klucze okupantowi[27], początek okupacji niemieckiej. W październiku i listopadzie liczne aresztowania i egzekucje przedstawicieli polskiej inteligencji oraz Żydów
- 1939–1945 – niemiecką listę narodową podpisało 87% mieszkańców[28]
- 6 marca 1945 – zdobycie Grudziądza przez Armię Czerwoną, zabudowa miasta została zniszczona w ponad 60%
- 19 lutego 1946 – miasto zostało odznaczone Orderem Krzyża Grunwaldu III klasy[29][30]
- 27 sierpnia 1951 – oddanie do użytku mostu kolejowo-drogowego na Wiśle[31]
- 27 maja 1990 – pierwsze po wojnie demokratyczne wybory do Rady Miejskiej
- 30 października 2006 – wizyta prezydenta RP Lecha Kaczyńskiego w Grudziądzu, która była pierwszą wizytą głowy państwa od 1936 roku
- 2010 – wizyta marszałka Sejmu Bronisława Komorowskiego, pełniącego obowiązki prezydenta Rzeczypospolitej Polski
- 2013 – II wizyta prezydenta Bronisława Komorowskiego (podpisał dokument o przekazaniu do parlamentu projektu zmiany przepisów ułatwiających budowę ścieżek dla pieszych i rowerzystów na wałach przeciwpowodziowych)[22]

## Zabytki

### Zabytki gotyckie
Gotyckie zabytki Grudziądza znajdują się na Europejskim Szlaku Gotyku Ceglanego. Należą do nich:
- Średniowieczny układ urbanistyczny Starego Miasta
- Mury miejskie z XIV/XV w. (m.in. Brama Wodna)
- Pozostałości zamku krzyżackiego z drugiej połowy XIII w. – wieża „Klimek”, niewielki fragment parteru skrzydła południowego (a nie jak dotąd twierdzono – wejście do kaplicy) z domurowanym na początku XX w. portalem, który niesłusznie brano za okno kaplicy (badania archeologiczne prowadzone od 4 czerwca 2008 wykazały, że ów portal nie posiada żadnych fundamentów, a więc jest tylko atrapą)
- Zespół spichrzów z XIII–XVII w. od strony Wisły (od 14 listopada 2017 roku Pomnikiem Historii RP)

### Zabytkowe obiekty sakralne
- Barokowy zespół poklasztorny benedyktynek – na zespół składa się: budynek klasztorny z XVII–XVIII w., tzw. Pałac Opatek z XVIII w. i kościół św. Ducha z XVI w., przebudowany w XVII w.
- Stary kościół ewangelicki w Grudziądzu
- Kościół garnizonowy w Grudziądzu
- Kościół św. Jana w Grudziądzu
- Kaplica św. Jerzego w Grudziądzu
- Kościół Świętego Krzyża w Grudziądzu
- Kościół Niepokalanego Serca NMP w Grudziądzu
- Barokowy zespół pojezuicki: kościół św. Franciszka Ksawerego z XVIII w., kolegium z XVII–XVIII w. (obecnie Urząd Miejski)
- Zespół poklasztorny reformatów z poł. XVIII w., kościół św. Krzyża i klasztor (obecnie więzienie)
- Poliptyk Grudziądzki (przełom XIV i XV w.) – jest to gotycka malowana nastawa ołtarzowa pochodząca z kaplicy zamku krzyżackiego w Grudziądzu. Obecnie w Muzeum Narodowym w Warszawie.

### Inne obiekty o znaczeniu turystyczno-zabytkowym
- Cytadela, której obroną wsławił się Courbière z przełomu XVIII i XIX w.
- Gmach Wyższej Szkoły Realnej w Grudziądzu
- Gmach dawnego Seminarium Nauczycielskiego w Grudziądzu
- Gmach Poczty Polskiej
- Dawny przytułek Lachmana (obecnie Urząd Stanu Cywilnego)
- Zajezdnia Tramwajowa z XIX w.
- Park Miejski im. Piotra Janowskiego przy ul. Hallera
- Zespół budynków dawnej fabryki maszyn A. Ventzki[32]
- Górny Młyn przy ul. Młyńskiej
- Ruiny Browaru Grudziądzkiego
- Biblioteka Miejska przy ul. Legionów wraz z jej ogrodami
- Ogród Botaniczny

Wybrane zabytki miasta
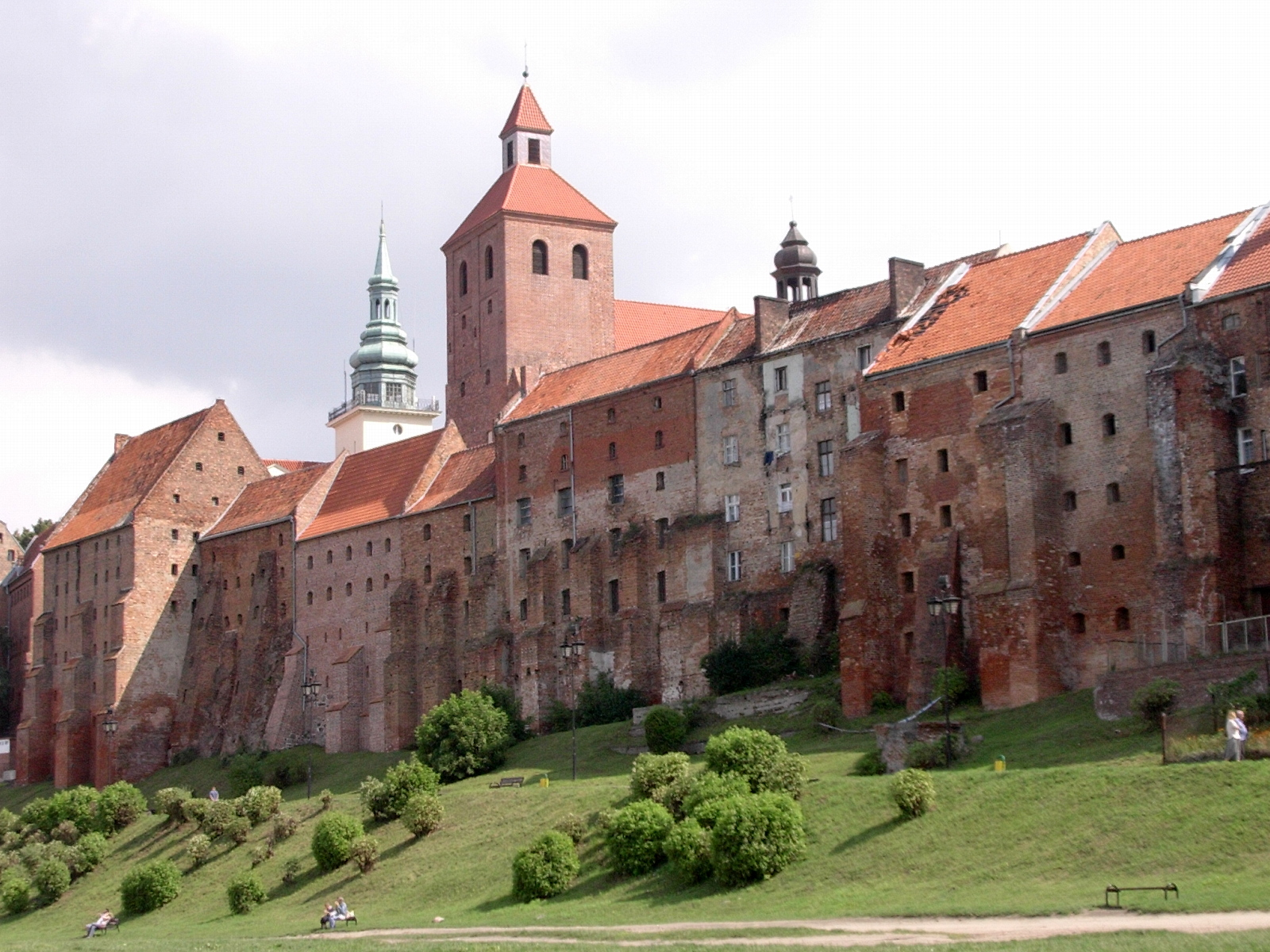
Spichrze
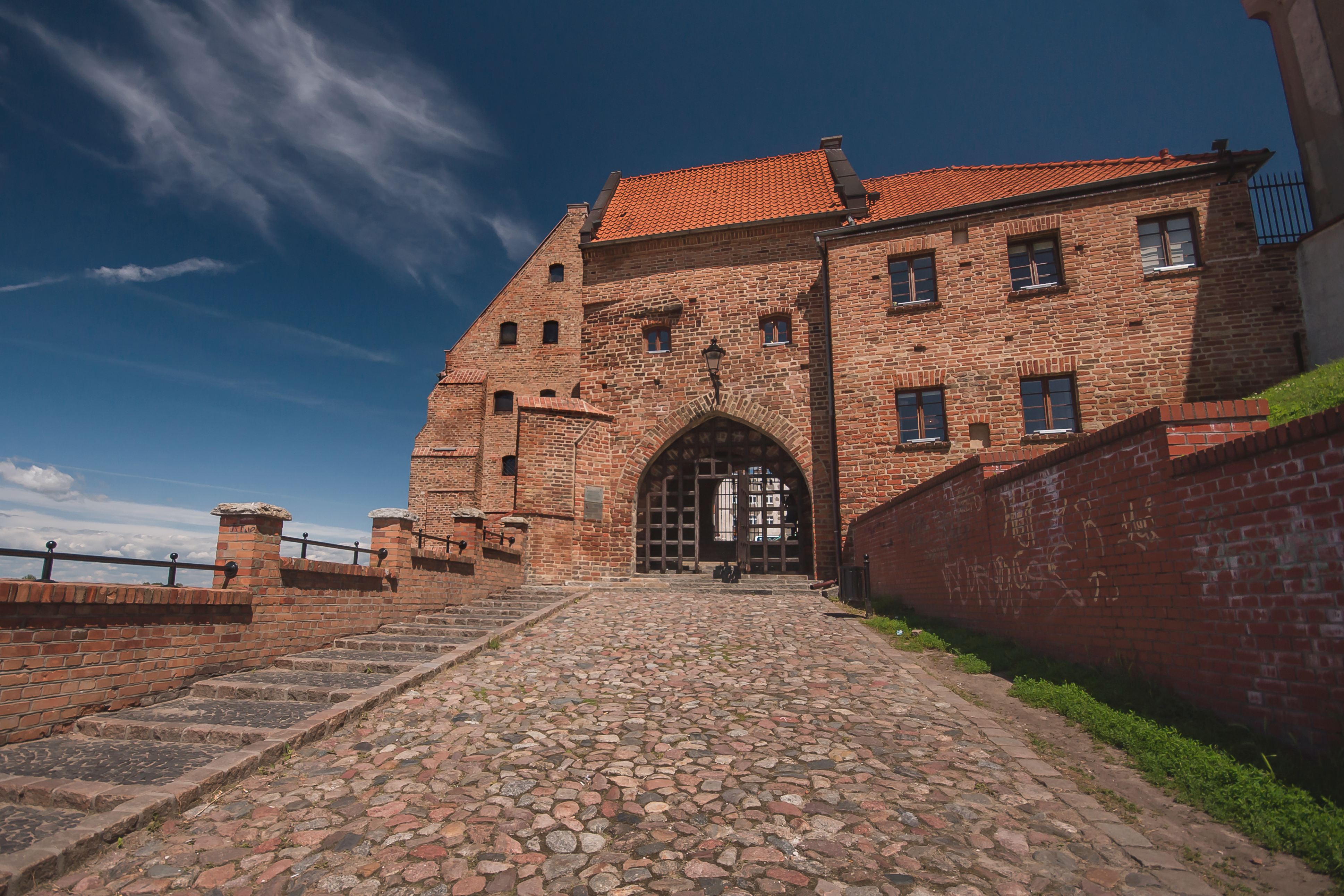
Brama Wodna
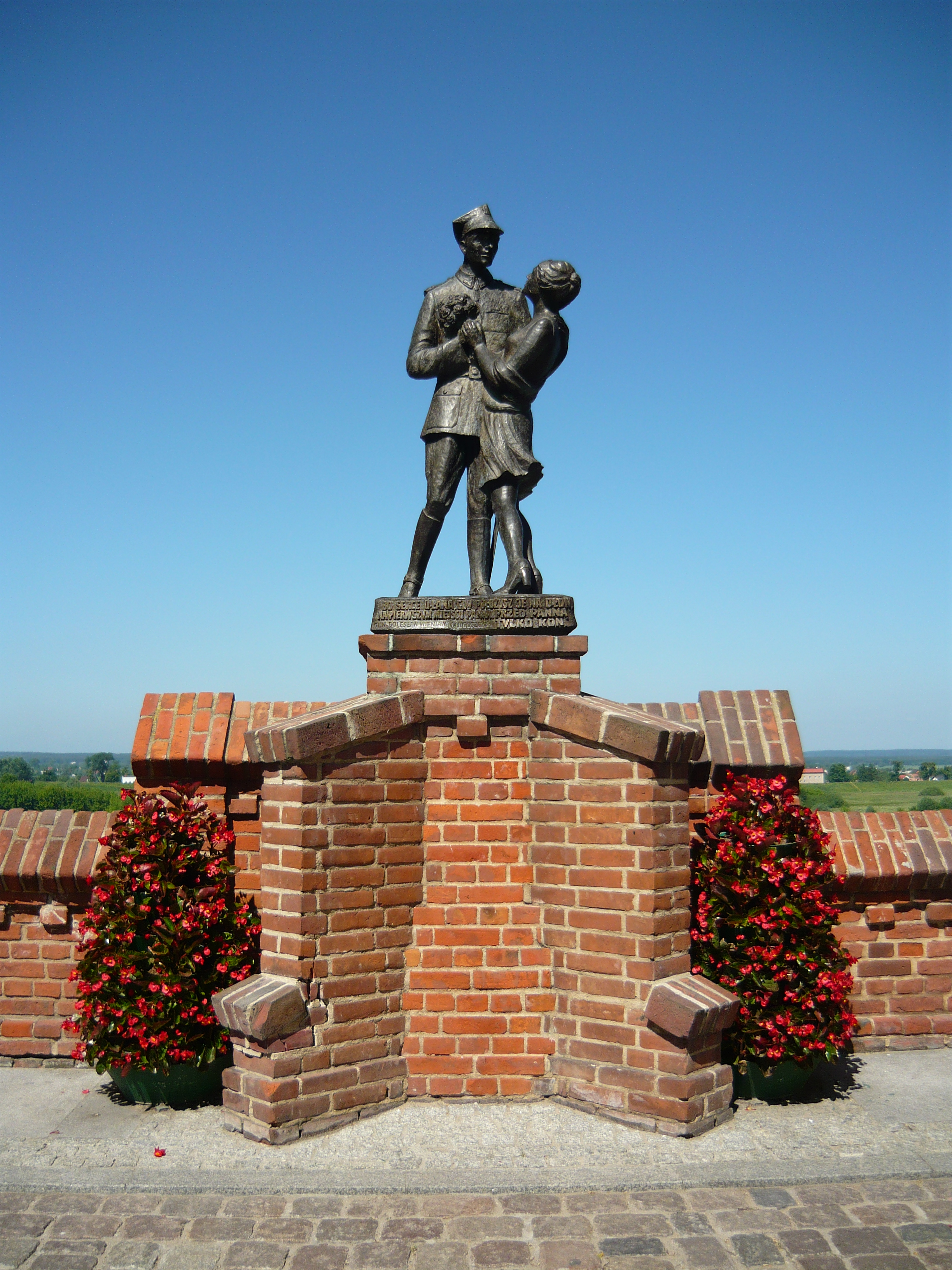
Pomnik ułana z dziewczyną
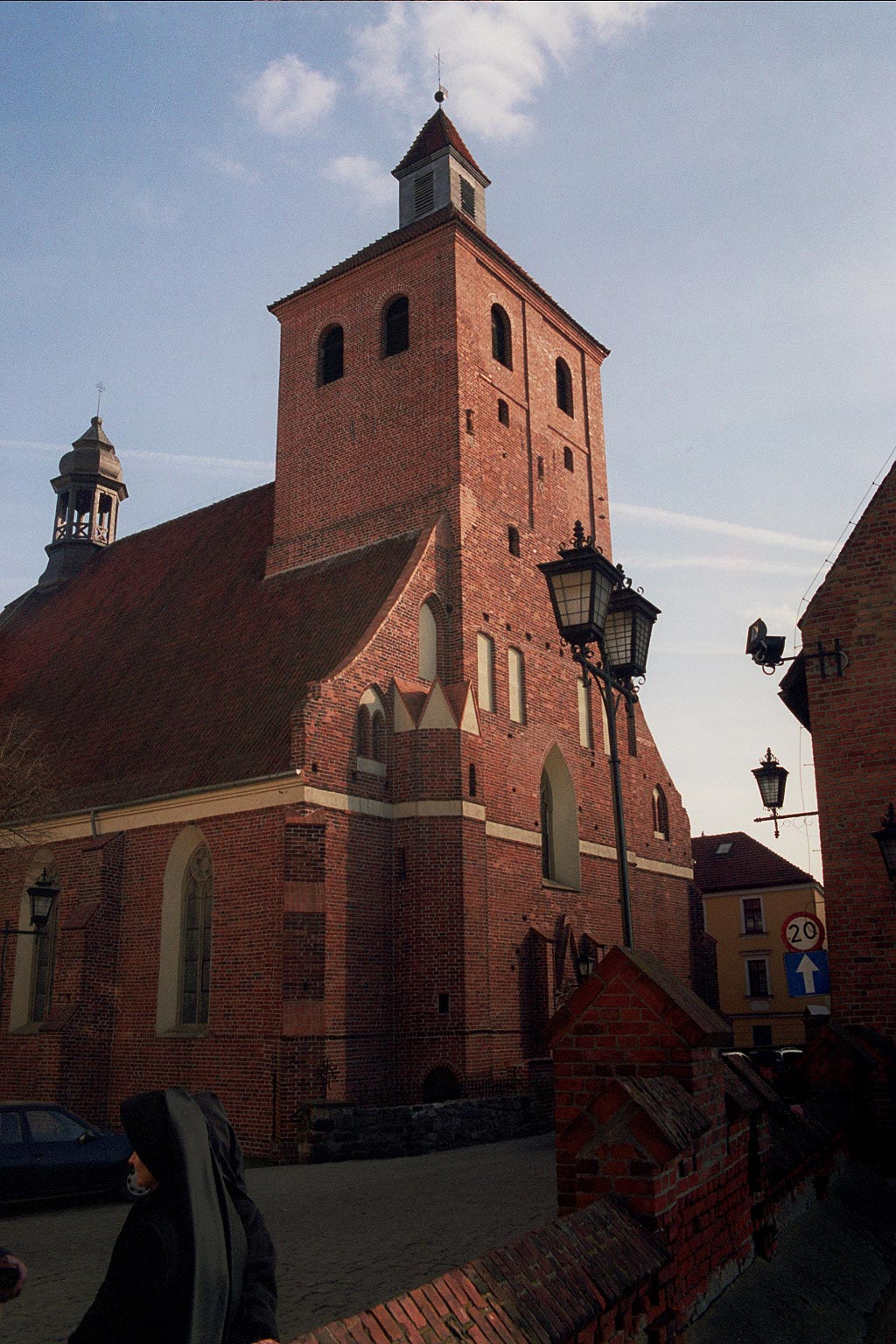
Bazylika św. Mikołaja
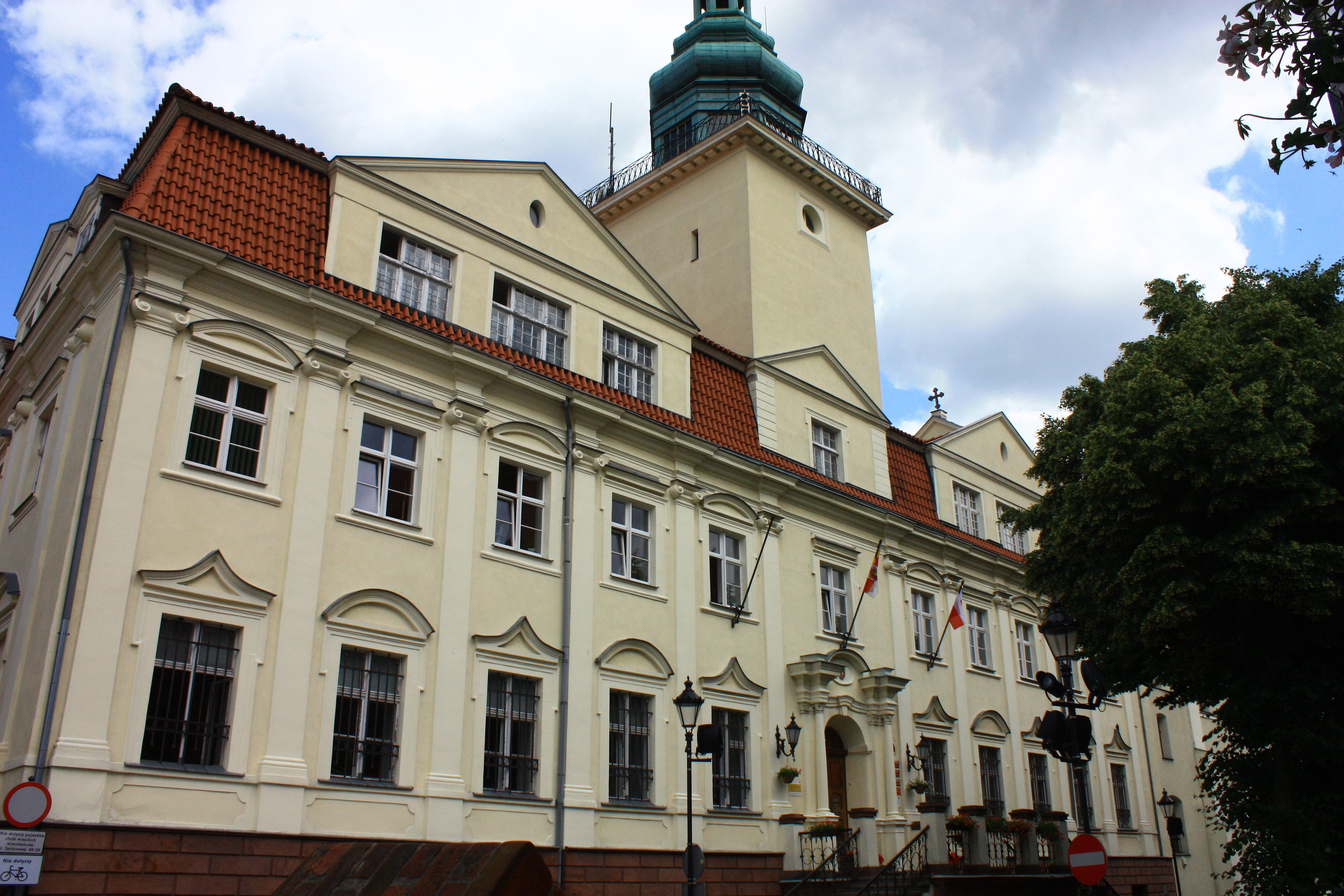
Kolegium jezuickie (obecnie ratusz)
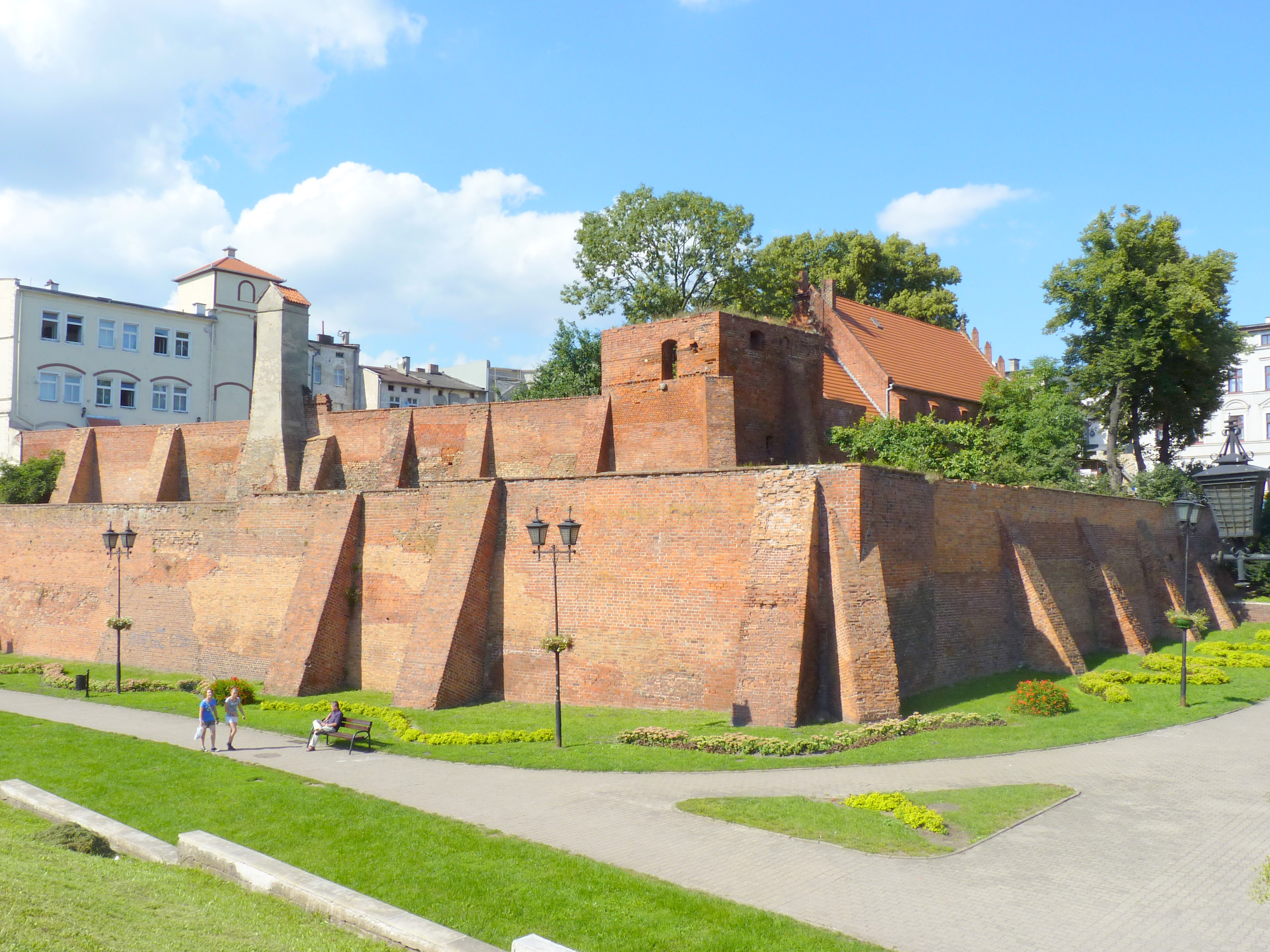
Mury miejskie
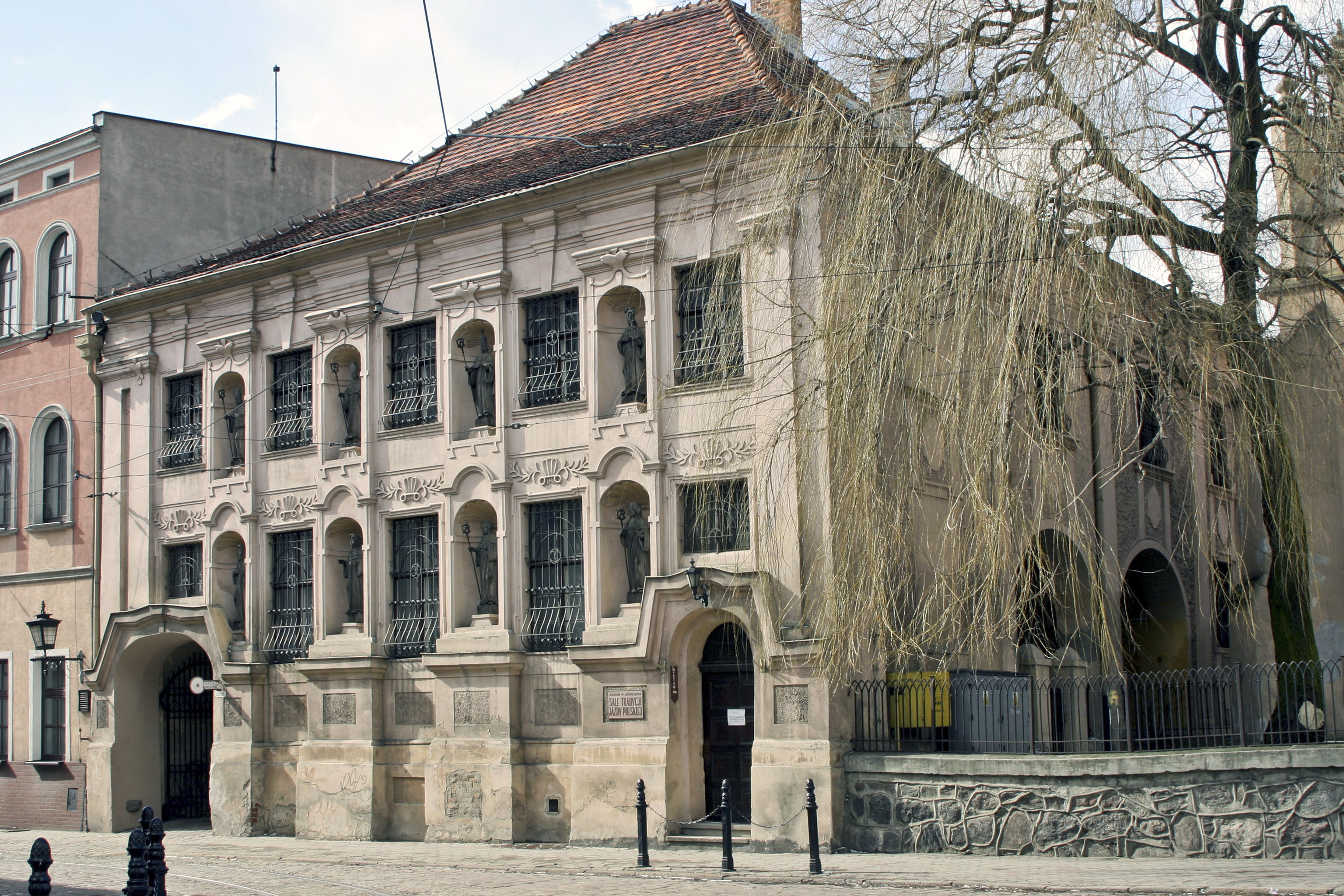
Pałac Opatek
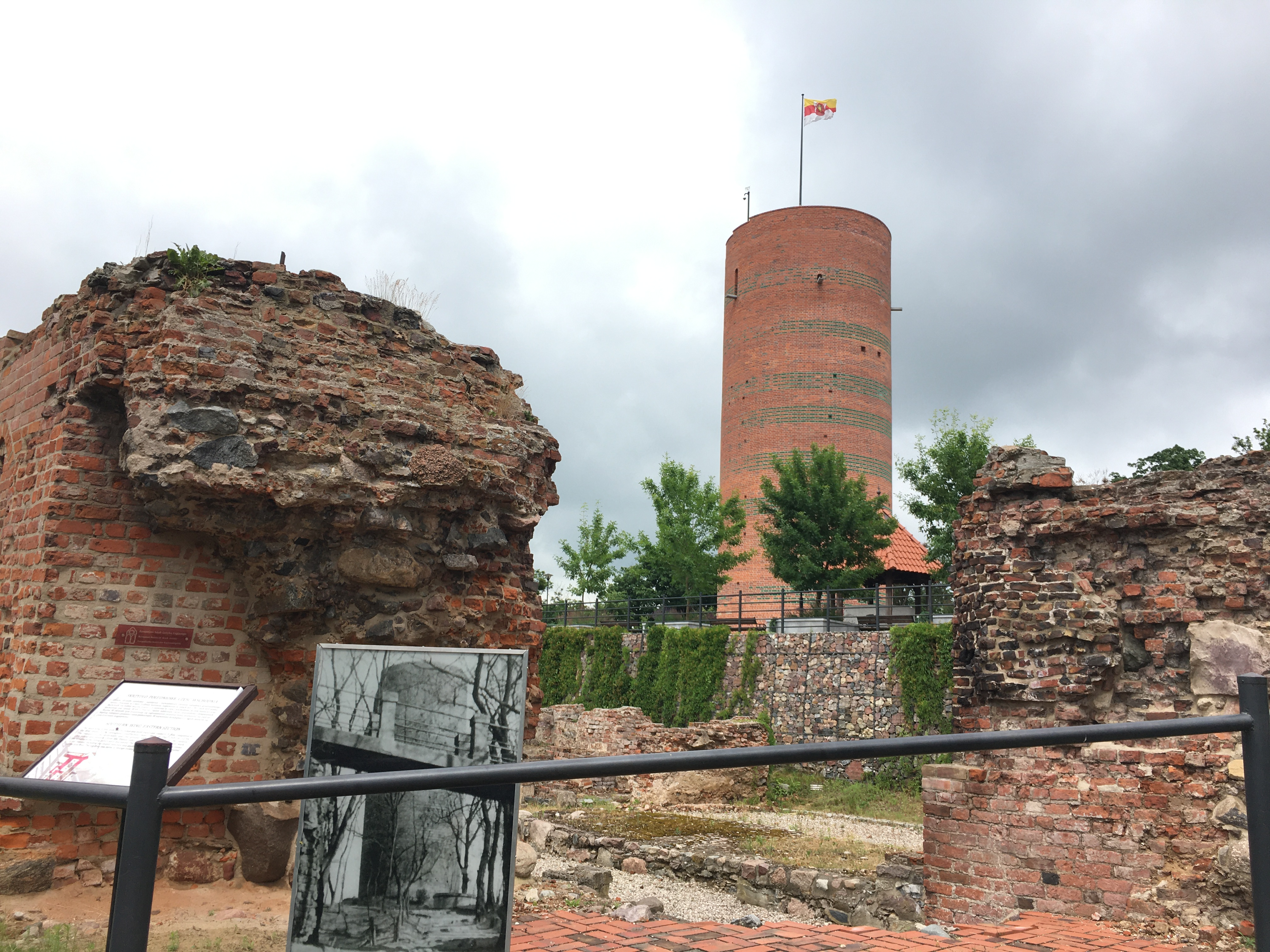
Ruiny zamku z Wieżą Klimek
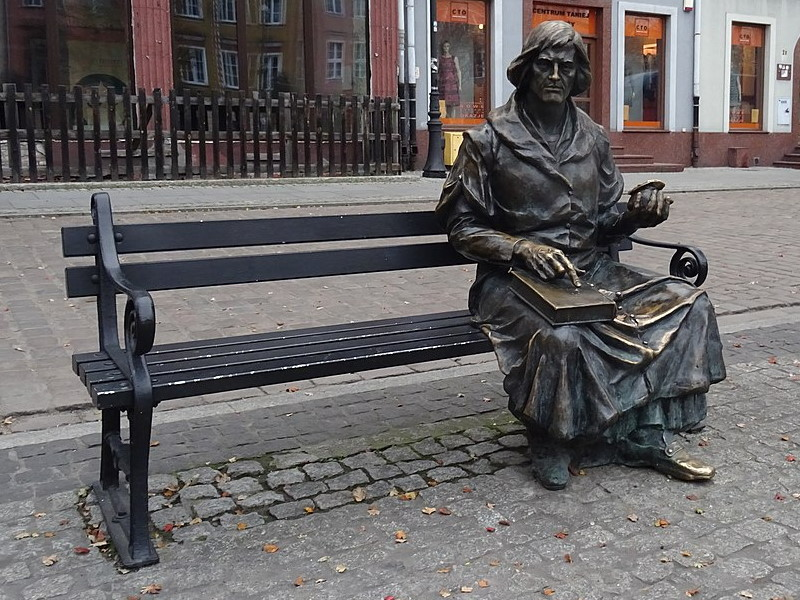
Ławeczka Kopernika na rynku
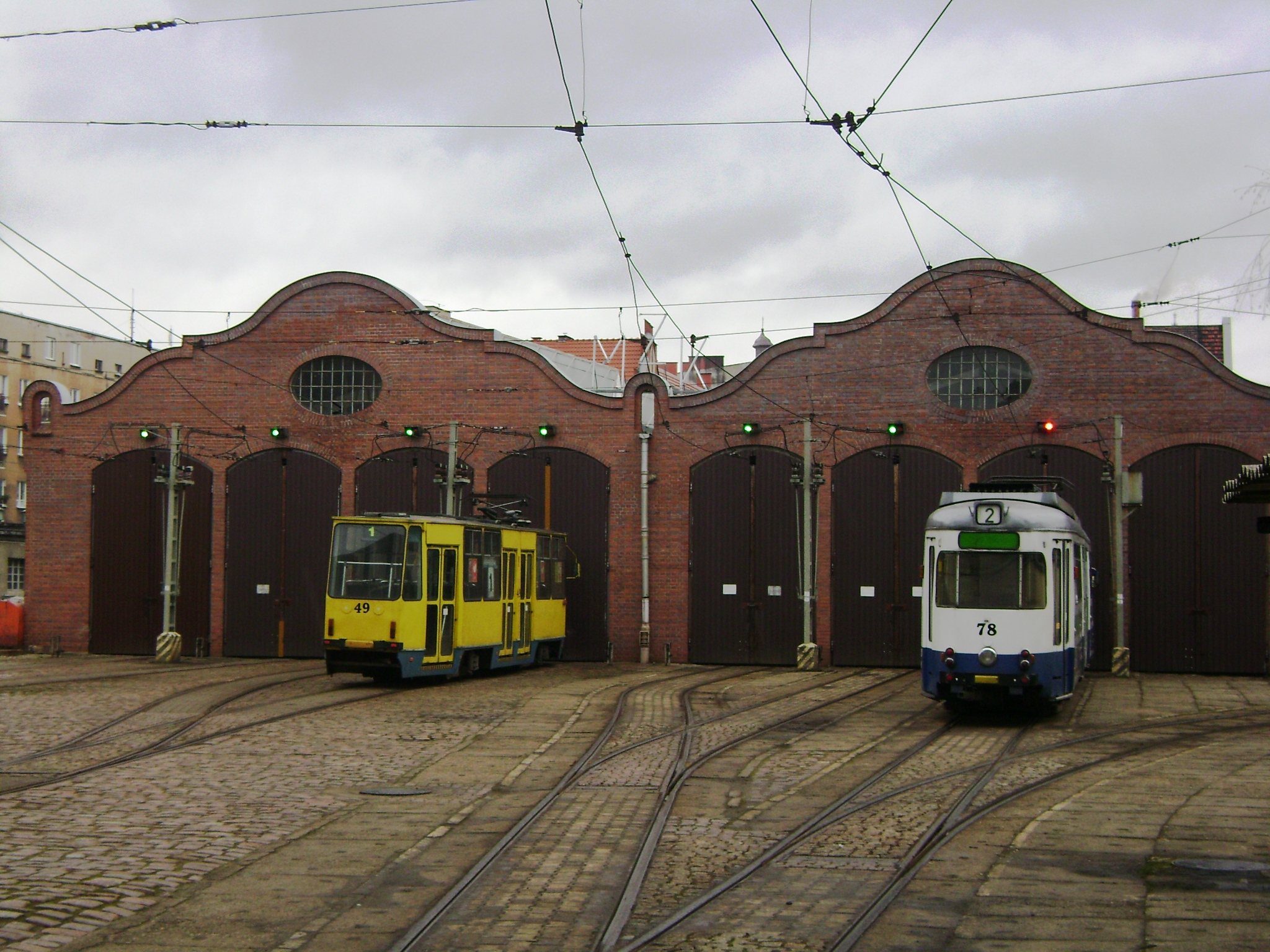
Zabytkowa zajezdnia tramwajowa
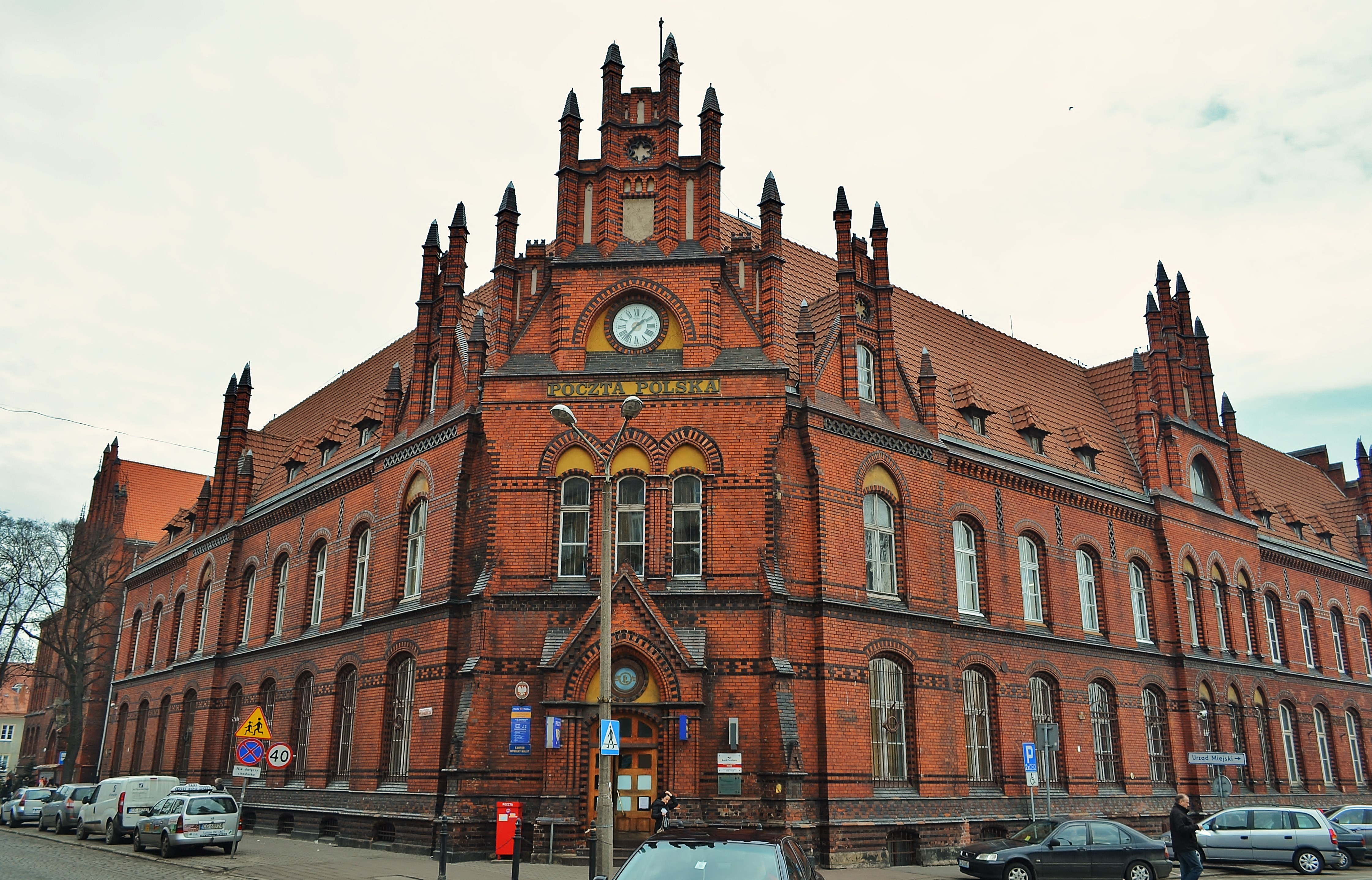
Gmach poczty
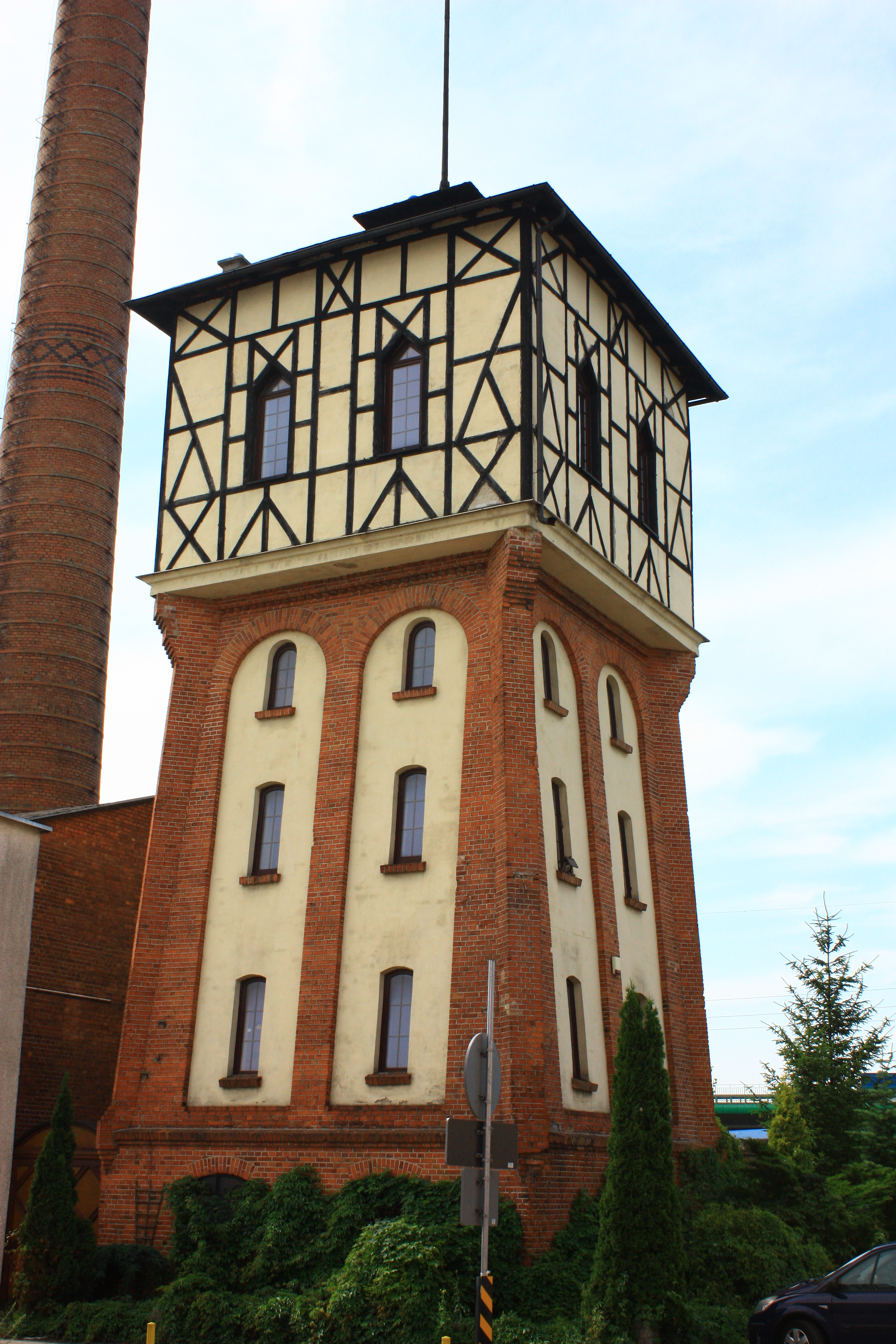
Wieża ciśnień dawnej fabryki maszyn A. Ventzki

## Hejnał grudziądzki
Grudziądzki hejnał odegrano po raz pierwszy z wieży zamkowej „Klimek” na Górze Zamkowej pod koniec 1935 roku. Odtąd codziennie w samo południe grano go aż do wybuchu II wojny światowej. Twórcą hejnału był kapelmistrz 64PP – Stanisław Szpulecki. Po wojnie wznowiono jego odgrywanie z wieży ratusza w 1956 r. Ponownie po przerwie zaczęto nadawać hejnał 18 czerwca 1995 r.

## Demografia

### Populacja
Do 1994 liczba mieszkańców Grudziądza systematycznie powiększała się (w latach 1980–1994 wzrost wynosił prawie 15%), jednak w ostatnich latach ma miejsce ujemny przyrost rzeczywisty ludności. Gęstość zaludnienia kształtuje się na poziomie charakterystycznym dla dużych miast Polski, wynosi 1690 osób na 1 km² (2004). Większość mieszkańców stanowią kobiety (ok. 51 tys.). Ludność Grudziądza zatrudniona jest głównie w branży produkcyjnej, w handlu i usługach, edukacji, administracji oraz ochronie zdrowia. W 2013 Grudziądz liczył 97 676 mieszkańców.

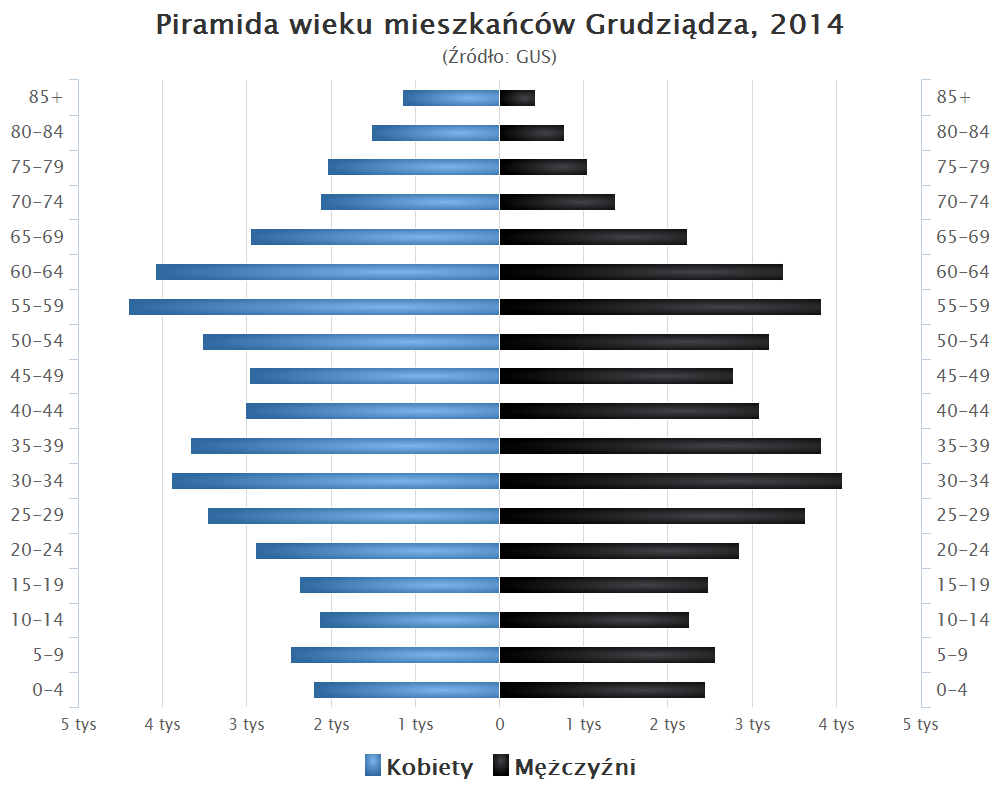
Piramida wieku mieszkańców Grudziądza w 2014 roku

### Niepełnosprawni w Grudziądzu
31 grudnia 2003 r. w Grudziądzu było 12 547 osób niepełnosprawnych (co stanowi 12,4% ogółu mieszkańców), w tym: 788 osób w wieku do 16 lat, 11 759 osób w wieku powyżej 16 lat. Główne cele działań miasta i gminy Grudziądz na rzecz osób niepełnosprawnych określa Program działań na rzecz osób niepełnosprawnych w Grudziądzu w latach 2004–2015.

## Gospodarka
Od 2007 roku na terenie miasta znajduje się Pomorska Specjalna Strefa Ekonomiczna.

### Handel

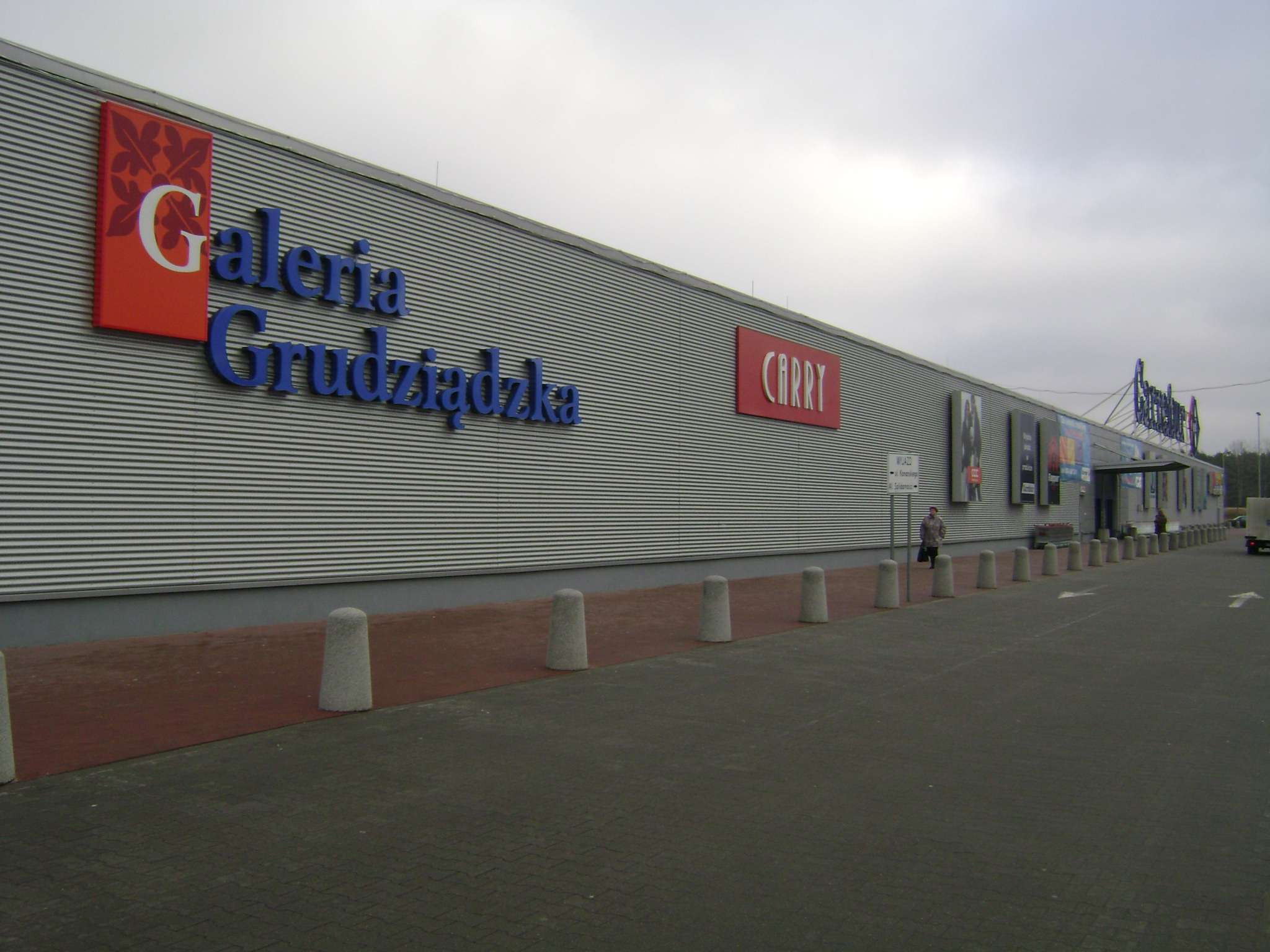
Galeria Grudziądzka

W mieście działają cztery centra i jeden park handlowy oraz 1 dom handlowy oraz wiele supermarketów i marketów, w mieście tym wybudowano Skwer Handlowy. W mieście działa 11 salonów samochodowych. W 2012 otwarto centrum handlowe „Alfa”. Planowane jest kolejne duże centrum handlowe.

### ProjektMade in Grudziądz
Projekt Made in Grudziądz powstał w 2013 roku z myślą o grudziądzkich przedsiębiorcach, promowaniu ich usług i produktów oraz samego miasta. Dzięki zrzeszeniu się w dużej grupie można podejmować większe wyzwania. Wspólne promowanie się przynosi zwiększony ruch klientów, a zarobione w ten sposób pieniądze przedsiębiorcy przeznaczają na nowe technologię, promocję i zwiększanie zatrudnienia. Warunkiem uczestnictwa w programie jest rejestracja firmy na terenie Gminy – Miasta Grudziądz.

### Przedsiębiorstwa w Grudziądzu

#### Funkcjonujące
- Hydro-Vacuum
- Unia (dawniej Fabryka A. Ventzkiego)
- La Rive Parfums
- Mr Garden
- Wisła
- Polmlek
- Kitron
- Sits Industry
- Hanseatic
- Schumacher Packaging
- Visscher-Caravelle Poland
- Opec Grudziądz

#### Zlikwidowane
- Warma Grudziądz (zlikwidowana w 2001 roku)
- Zakłady mięsne w Grudziądzu (zlikwidowane w 2007 roku)
- Browary Grudziądz (zlikwidowane w 2009 roku)
- Stomil Grudziądz (zlikwidowany w 2001 roku)

## Transport

### Transport drogowy

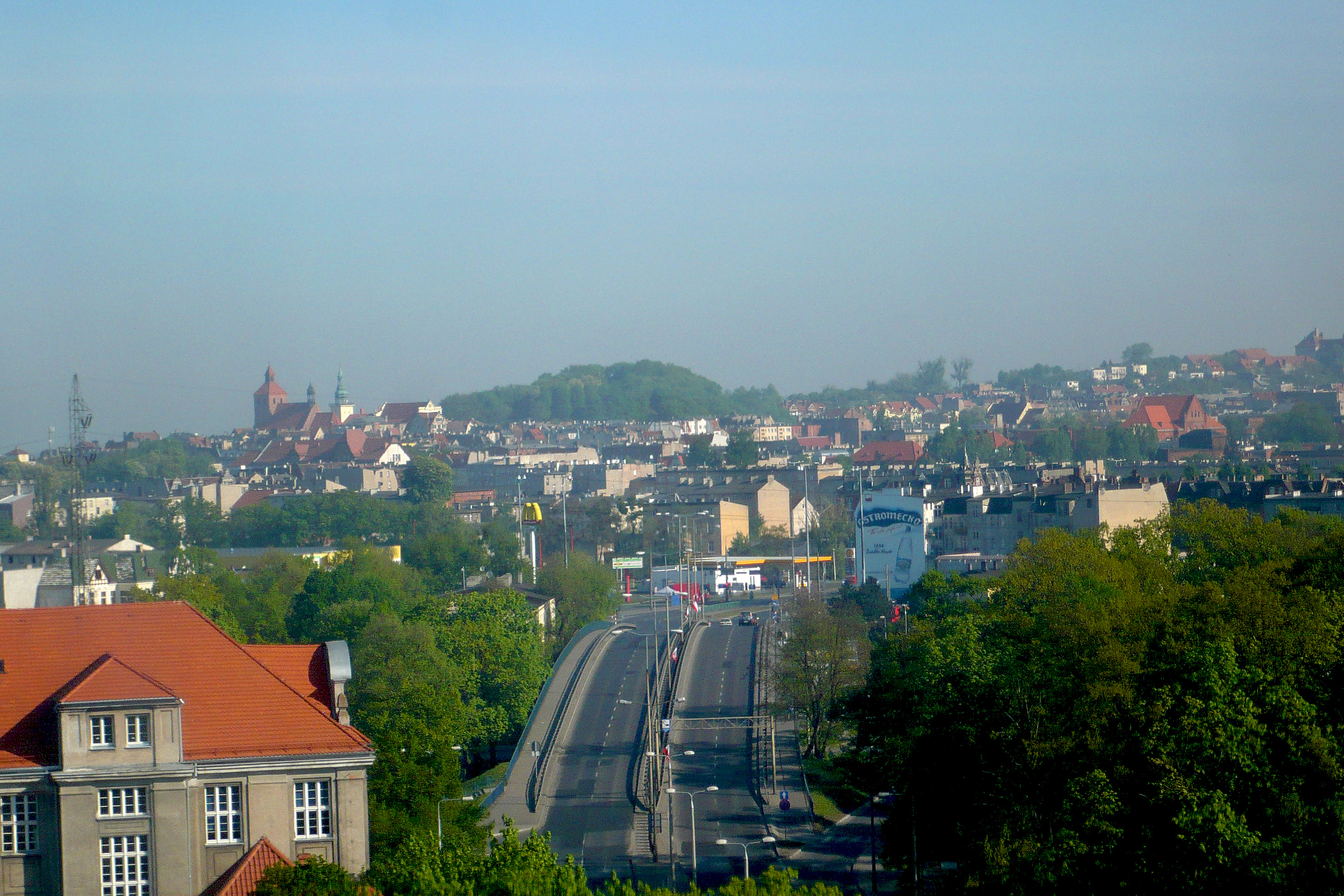
Widok na śródmieście od strony południowej

Około 5 kilometrów od granic miasta przebiega 91, z której odchodzą dwie drogi krajowe przebiegające przez miasto 16 (Dolna Grupa – Grudziądz – Olsztyn – Ełk – Ogrodniki granica państwa z Litwą), 55 (Stolno – Grudziądz – Kwidzyn – Malbork – Nowy Dwór Gdański). Przez teren miasta przebiega również 534 (Grudziądz – Wąbrzeźno – Golub-Dobrzyń – Rypin) i 498 (Grudziądz ul. Paderewskiego – Grudziądz ul. Szosa Toruńska). Ważną rolę w rozwoju miasta odgrywa trasa średnicowa, dzięki której można dostać się na autostradę A1, E75 która łączy północ i południe Polski. W odległości nie przekraczającej 20 km od miasta znajdują się 4 węzły autostrady A1: Warlubie, Nowe Marzy, Grudziądz oraz Lisewo. W Grudziądzu jest 379 dróg o łącznej długości 220 km, 23 mosty, 9 kładek oraz 3 wiadukty o łącznej długości ponad pół kilometra. Po grudziądzkich drogach jeździ ponad 40 tysięcy pojazdów. W mieście organizacją komunikacji osobowej zajmuje się Urząd Miasta. Natomiast przewoźnikiem jest Miejski Zakład Komunikacji obsługujący linię tramwajową oraz linie autobusowe. W mieście funkcjonuje również ok. 500 taksówek. 

#### Ronda
W okresie od 2010–2025 roku wybudowano w mieście łącznie 28 rond: 
- Rondo im. gen. Andersa,
- Rondo im. gen. „Nila”,
- Rondo im. gen. Skalskiego,
- Rondo im. kard. Wyszyńskiego,
- Rondo im. ks. Popiełuszki,
- Rondo im. R. Dmowskiego,
- Rondo im. P. Jasienicy,
- Rondo im. W. Grabskiego,
- Rondo im. E. Kwiatkowskiego,
- Rondo im. gen. Maczka,
- Rondo im. Z. Herberta,
- Rondo im. rotm. W. Pileckiego,
- Rondo im. matematyka J. Sikorskiego,
- Rondo im. marsz. E. Rydza-Śmigłego,
- Rondo im. Lotników,
- Rondo im. gen. St. Sosabowskiego,
- Rondo im. Ryszarda Kaczorowskiego,
- Rondo im. Józefa Błachnio,
- Rondo im. Augustyna Blocha,
- Rondo im. Ireny Sendlerowej,
- Rondo im. ks. Janusza Majewskiego,
- Rondo im. chor. Jana Balcera,
- Rondo im. Janusza Bucholca,
- Rondo im. ks. prof. Janusza Pasierba,
- Rondo im. PePeGe,
- Rondo im. Damazego Klimka
- Rondo im. Weteranów Misji ONZ, NATO i UE,
- Rondo im. Jana Cholewicza.

#### Mosty
Most im. Bronisława Malinowskiego w Grudziądzu jest najdłuższym mostem drogowo-kolejowym w Polsce. Most ma 11 przęseł, a jego długość wynosi 1098 metrów. Kilka kilometrów na południe od Grudziądza oddano w 2011 r. do użytku żelbetowy most autostradowy, który ma 1953,6 m długości i jest to najdłuższy most drogowy w Polsce.

### Szlaki rowerowe
- Międzynarodowy Szlak rowerowy R1
- Wiślana trasa rowerowa
- Szlak Grudziądzki (Łąkorz – Grudziądz – Tleń)

### Transport kolejowy

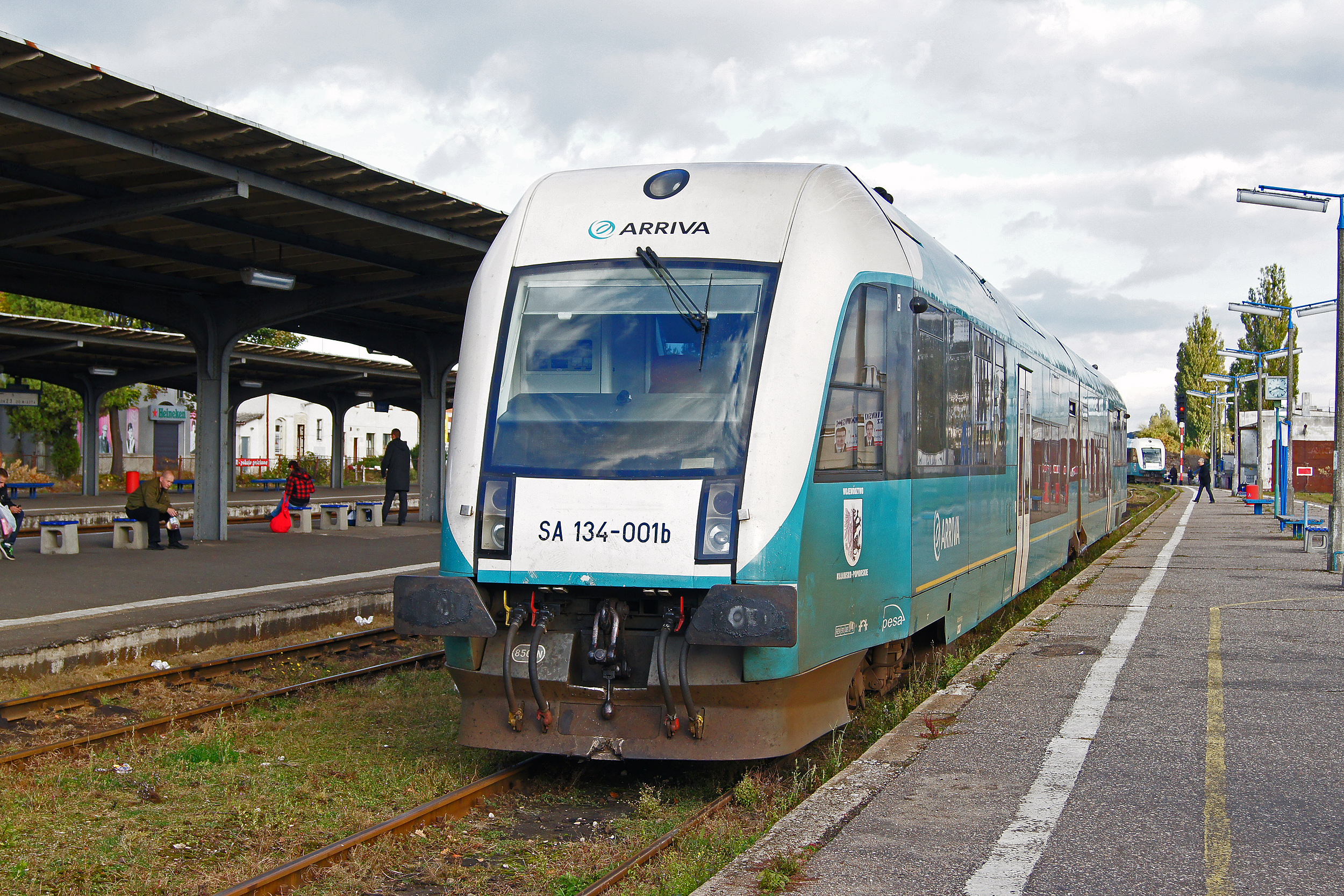
Szynobus SA134 na dworcu w Grudziądzu

Przez Grudziądz przebiegają 2 niezelektryfikowane linie kolejowe:
- 207 (Toruń – Chełmża – Grudziądz – Malbork) (budowa: 1882–1883; długość: 133,5 km; linia 1-torowa)
  - 57,4 km odcinek Grudziądz – Toruń Wschodni uruchomiony 1 listopada 1882
  - 76 km odcinek Grudziądz – Malbork otwarty 15 sierpnia 1883
- 208 (Działdowo – Brodnica – Grudziądz – Laskowice Pomorskie – Chojnice) (budowa: 1878–1887 i 1930; długość: 200,9 km; linia 1-torowa)[40]
  - 48 km odcinek Grudziądz – Wierzchucin uruchomiony 15 sierpnia 1883
  - 109 km odcinek Grudziądz – Działdowo otwarty 1 października 1887

Grudziądz jest drugim największym w Polsce miastem bez zelektryfikowanych kolei (po Gorzowie Wielkopolskim), i to mimo obecności systemu tramwajów elektrycznych.

#### Stacje kolejowe
W mieście obecnie istnieje 7 stacji kolejowych:
- Grudziądz,
- Grudziądz Śródmieście,
- Grudziądz Przedmieście,
- Grudziądz Owczarki,
- Grudziądz Tuszewo,
- Grudziądz Rządz,
- Grudziądz Mniszek.

### Komunikacja miejska

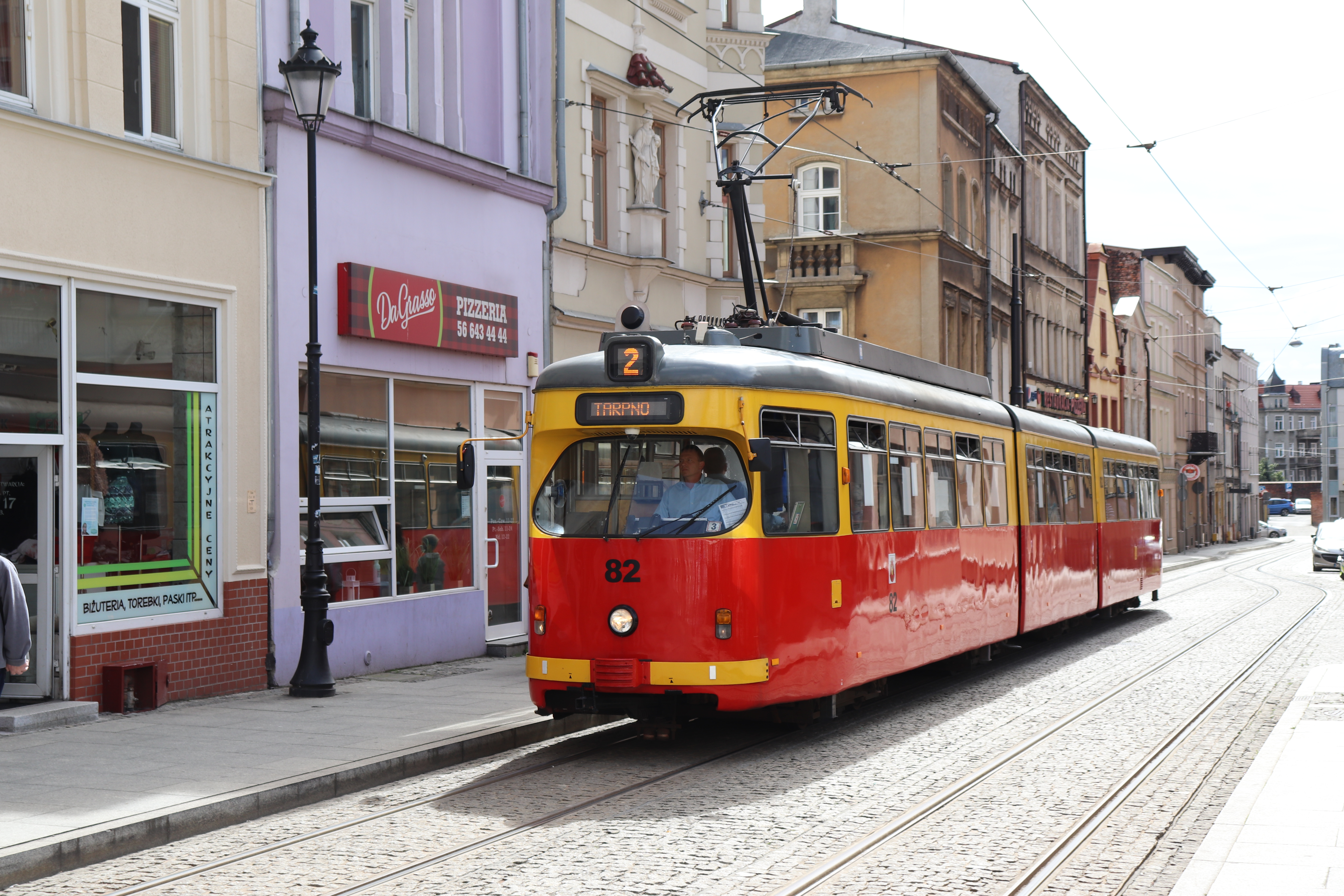
Tramwaj MZK Grudziądz na Rynku Głównym

Transportem miejskim w Grudziądzu zarządza Wydział Transportu w Urzędzie Miejskim. Obsługę transportową zapewnia Miejski Zakład Komunikacji (MZK), który obsługuje połączenia na 3 liniach tramwajowych i 18 autobusowych (stan na 1 lutego 2025). Funkcjonuje też 21 linii autobusowych, które obsługują połączenia poza teren miasta na obszarze gminy i powiatu grudziądzkiego.
Grudziądz jest najmniejszym miastem w Polsce posiadającym własną sieć tramwajową. W mieście istnieją trzy linie tramwajowe (nr 1, 2 i 3), z których kursuje tylko linia tramwajowa nr 2. Pozostałe dwie są liniami zastępczymi, funkcjonującymi tylko i wyłącznie, gdy nie jest możliwe kursowanie tramwajów na całej linii nr 2.

### Transport międzymiastowy

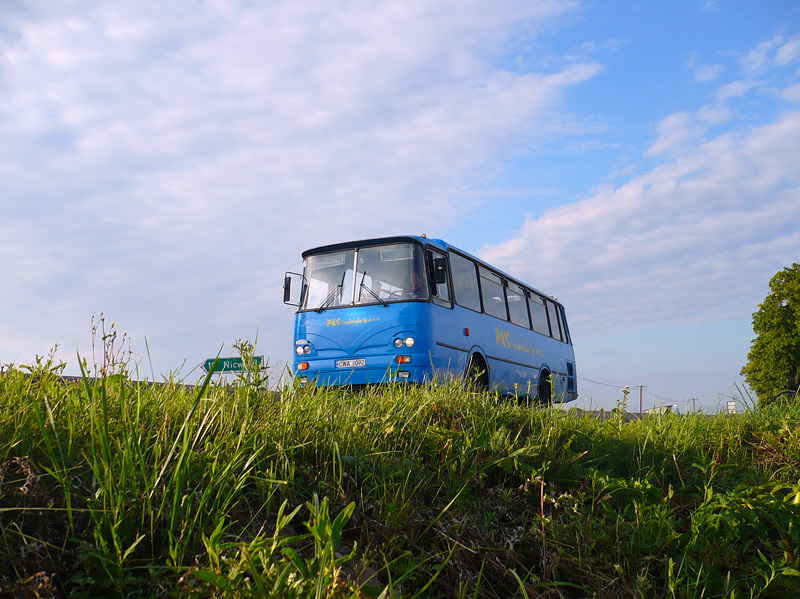
Autobus PKS Grudziądz w trasie

PKS Grudziądz Sp. z o.o. to przedsiębiorstwo komunikacyjne powstałe 30 kwietnia 2004 po przekształceniu z Przedsiębiorstwa Państwowej Komunikacji Samochodowej w Grudziądzu. Firma świadczy usługi przewozowe na terenach powiatów: grudziądzkiego, świeckiego oraz wąbrzeskiego, a także zapewnia połączenia z największymi miastami w województwie: Bydgoszczą, Toruniem i Włocławkiem. Spółka realizuje także regularne kursy do Warszawy i Poznania. 

### Transport lotniczy
- Około 80 km na południowy zachód od miasta znajduje się Port lotniczy Bydgoszcz-Szwederowo.
- Około 10 km na północny wschód od miasta znajduje się lotnisko Grudziądz-Lisie Kąty.
- Około 8 km na wschód od miasta znajduje się prywatne, śmigłowcowe lądowisko Wielkie Lniska.
- Lądowisko sanitarne przy szpitalu miejskim. Wcześniej do tego celu wykorzystywano płytę główną na stadionie Olimpii[44].

## Bezpieczeństwo publiczne
Najstarszy dokument dotyczący pożarnictwa w Grudziądzu datuje się na 1760 rok. Powstanie Ochotniczej Straży Pożarnej w Grudziądzu było procesem, który trwał od 31 lipca 1875 do 30 maja 1876 roku. Obecnie istnieją w nim dwie jednostki Ratowniczo-Gaśnicze oraz jedna jednostka Ochotniczej Straży Pożarnej.

## Opieka zdrowotna

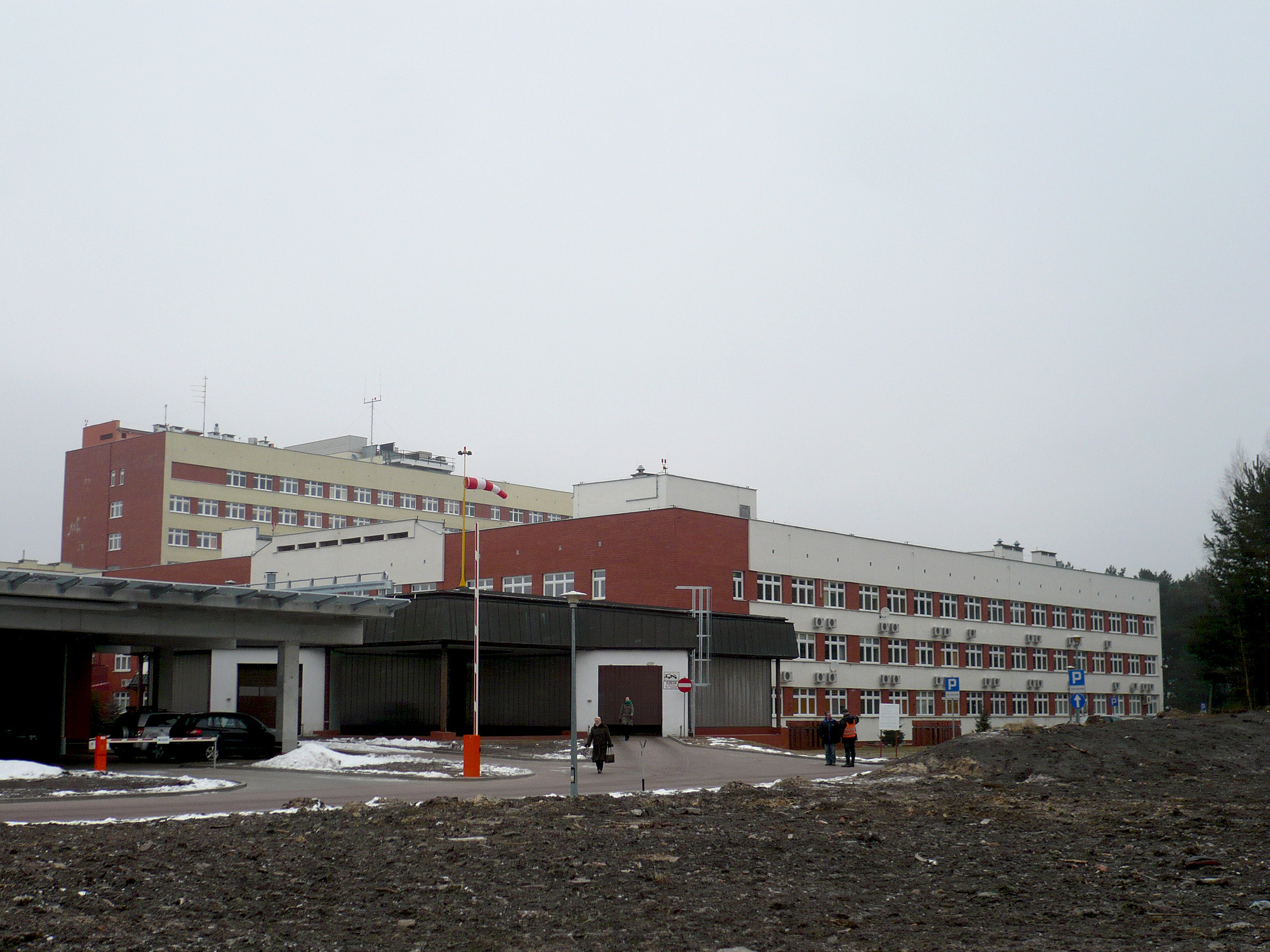
Regionalny Szpital Specjalistyczny w Grudziądzu

Na terenie miasta świadczenia zdrowotne zapewniają:
- Wojskowa Specjalistyczna Przychodnia Lekarska
- niepubliczne zakłady opieki zdrowotnej
- Regionalny Szpital Specjalistyczny im. dra W. Biegańskiego ul. Rydygiera
- indywidualne praktyki lekarskie (świadczenia stomatologiczne)

W mieście znajduje się zakład karny dla kobiet, który jest największą tego typu placówką w Polsce.

## Edukacja
- przedszkola – 15
- szkoły podstawowe – 18

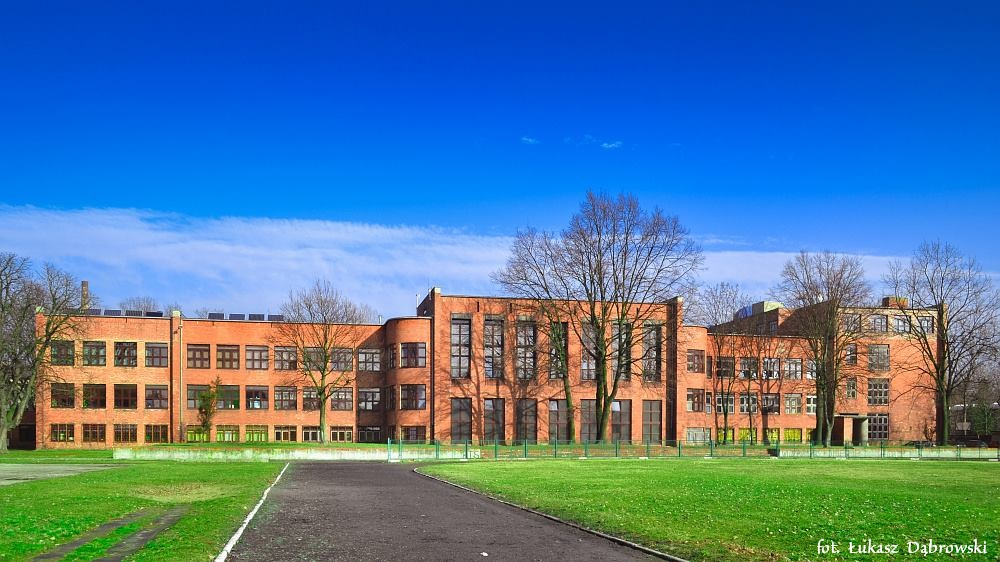
Zespół Szkół Technicznych oraz Planetarium i Obserwatorium Astronomiczne w Grudziądzu

- zespoły szkół ogólnokształcących – 5
- szkoły ponadpodstawowe – 58
- szkoły wyższe – 3
- szkoły muzyczne – 1 (1 i 2 st.)
- szkoły specjalne – 3
- inne – 4

## Kultura i sztuka

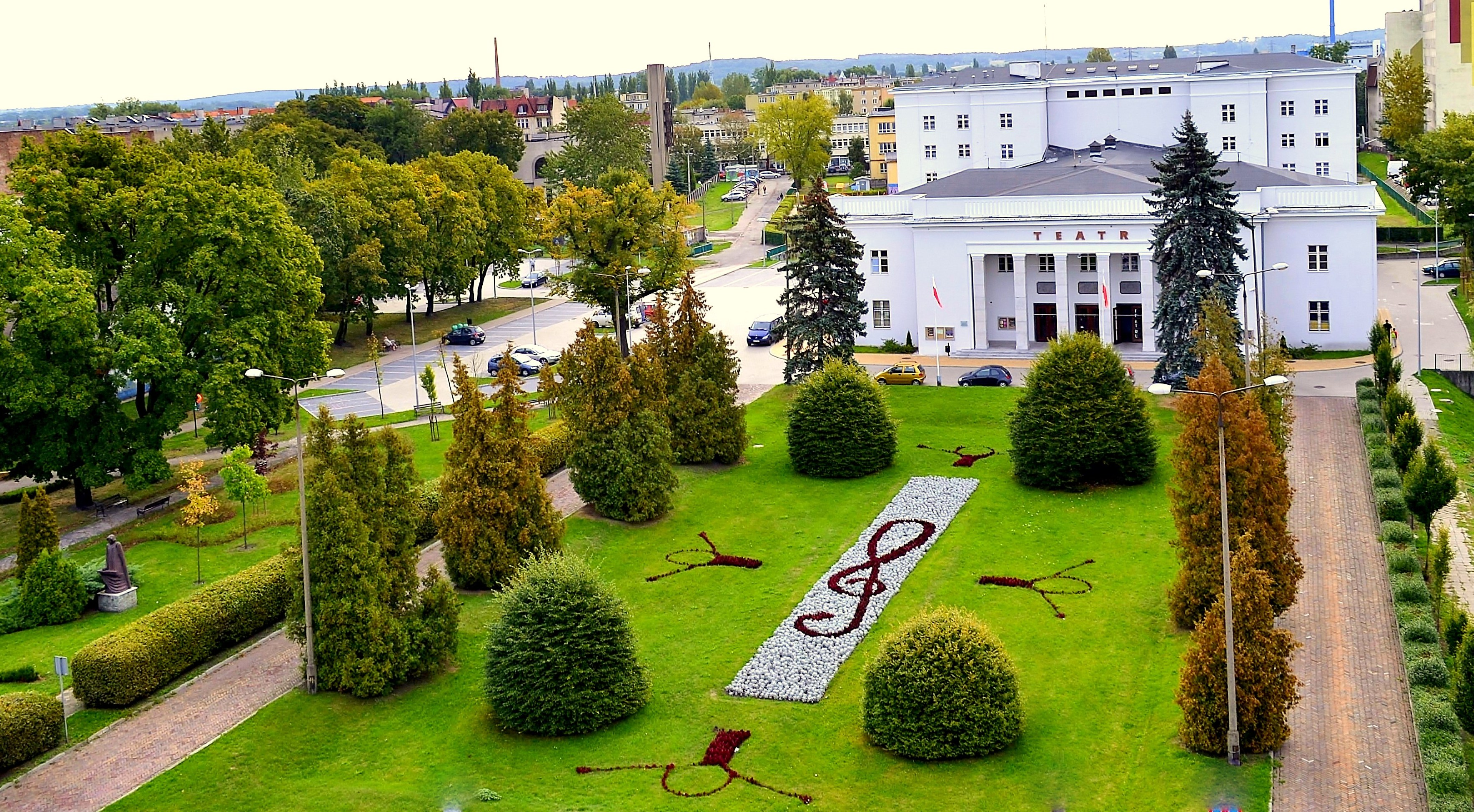
Centrum Kultury Teatr w Grudziądzu

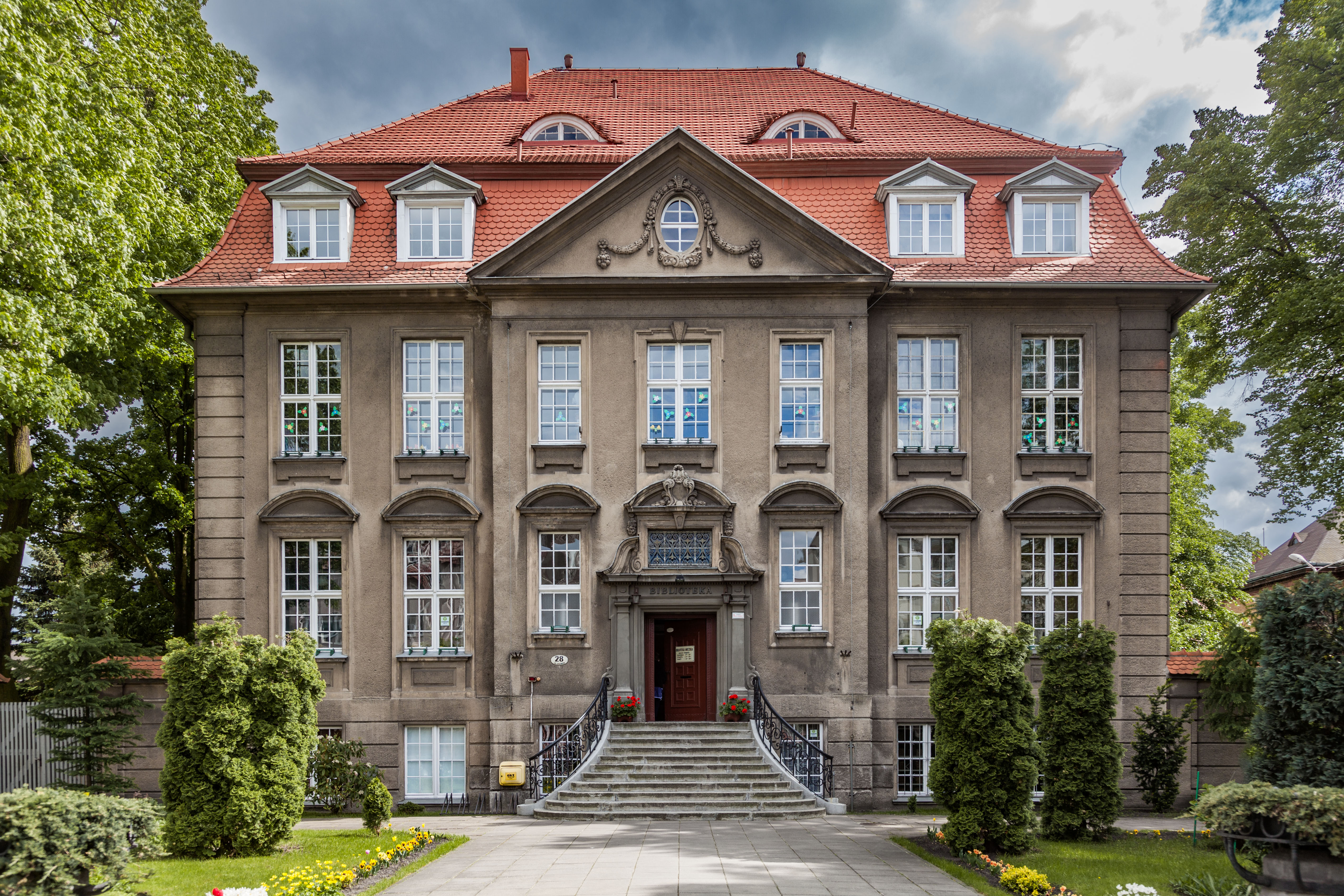
Grudziądzka Biblioteka Publiczna

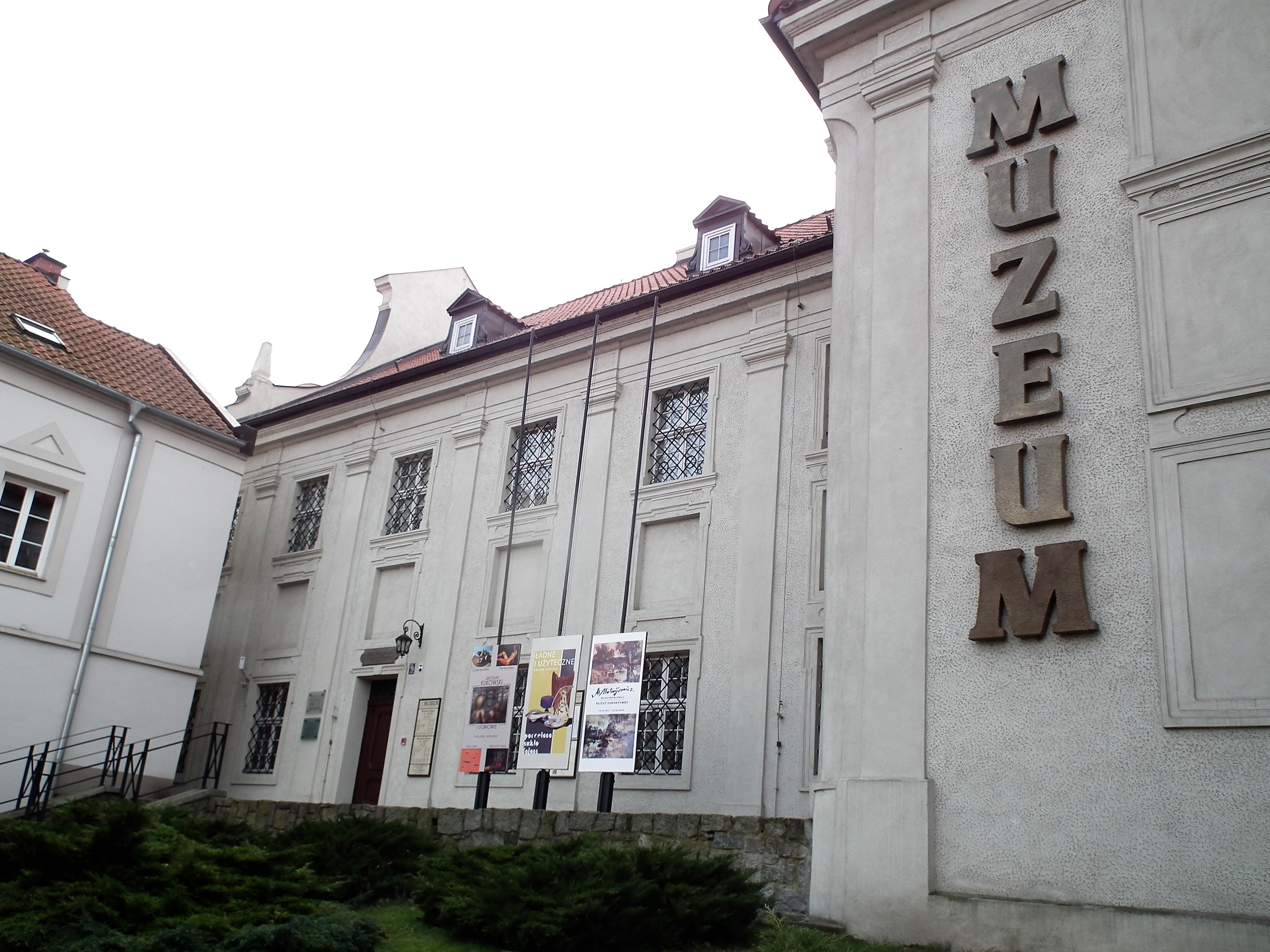
Muzeum grudziądzkie (dawny klasztor benedyktynek)

### Centrum Kultury Teatr
Centrum Kultury Teatr w Grudziądzu swą działalność prowadzi głównie w obiektach teatru przy ul. Marszałka Focha i „Klubu Akcent” przy ul. Wybickiego. CKT zapewnia mieszkańcom i gościom miasta rozrywkę nie tylko tam, ale również na starym mieście, czy na Błoniach Nadwiślańskich.

### Biblioteka Miejska w Grudziądzu
Biblioteka Miejska prowadzi działalność od ponad 50 lat. Mieści się w gmachu wybudowanym w latach 1908–1911. Od roku 1912 siedzibę znalazły tu muzeum oraz biblioteka niemiecka („Stadt Bibliothek Graudenz”), która działała do 1920 roku, kiedy Grudziądz odzyskał niepodległość i powrócił do granic Polski.

### Muzeum w Grudziądzu
Miejskie muzeum mieści się w dawnym klasztorze benedyktynek oraz w budynkach wchodzących w skład grudziądzkich spichrzy. Budynek zbudowany jest w stylu barokowym, w latach 1729–1731. Instytucja dzięki zróżnicowaniu ekspozycji umożliwia rozwój wielu różnych zainteresowań, przybliża kulturę materialną i duchową oraz daje okazję do zapoznania się z aktualnymi trendami sztuki.

### Grudziądzkie Towarzystwo Kultury
Założone w 1976 r., prowadzi intensywną działalność kulturalną i wydawniczą.

### Chóry
- Alla Camera
- Echo – Chór Męski
- Maksymilianum
- Soli Deo
- Boni Cantores
- Tibi Mariae
- Cantabile
- Sursum Corda
- The G Singers
- Chór Kolegiata
- AfterView

### Zespoły powiązane z miastem
- Cela nr 3
- Faust Again

### Kina
Istniejące:
- „Klub garnizonowy” (nieużywane publicznie)
- „Helios” (sieć kin, znajduje się w Centrum Handlowym „Alfa”)

Nieistniejące:
- „Welt Biograf”
- „Orzeł”
- „Apollo”
- „Gryf”
- „Nowości”
- „Gemeinde Haus”
- „Tivoli”
- „Metalowiec”
- „Energetyk” – „Helios”
- Kino Garnizonowe w „Domu Żołnierza”

### Legendy i mity związane z Grudziądzem

#### Oblężenie Grudziądza przez Szwedów

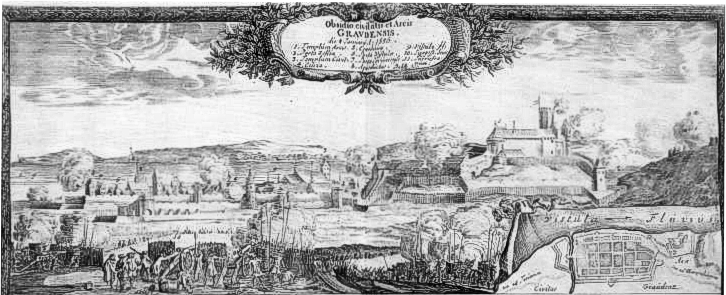
Erik Dahlbergh, oblężenie Grudziądza przez Szwedów w 1656 r.

Legenda ta opowiada o tym, jak to przez 7 lat grudziądzki zamek bezskutecznie był oblegany przez Szwedów. Najeźdźca chciał poczekać, aż w mieście zabraknie pożywienia i jego mieszkańcy poddadzą się sami. Większość załogi i mieszczan była gotowa poddać się Szwedom. Pewnego dnia mieszczanin o imieniu Michałko wpadł na genialny pomysł. Do działa armatniego wsadził łeb ostatniego wołu i kawałek chleba, po czym wystrzelił je na drugi brzeg Wisły, gdzie czekali Szwedzi. Gdy ci zobaczyli, że mieszkańcy mają jeszcze tak duże zapasy żywności, że mogą nią strzelać z armaty, postanowili odstąpić od oblężenia zamku.

#### Jadwiga przy studni zamkowej
W czasie gdy wojska szwedzkie okupowały Grudziądz, pewna piękna mieszczanka o imieniu Jadwiga zakochała się bez pamięci w oficerze szwedzkim, z wzajemnością! Ich miłość była tak ogromna, że zaplanowali wspólną ucieczkę do Szwecji. Gdy usłyszał o tym ojciec Jadwigi (wielki patriota) wściekł się i kazał zamordować ukochanego córki, oczekującego Jadwigi przy zamkowej studni. Gdy wybranka serca przybyła na miejsce, przeżyła wielki szok i popadła w rozpacz widząc martwe ciało ukochanego. Zrozpaczona wrzuciła do głębokiej studni wszystkie kosztowności, przygotowane na podróż i wstąpiła do miejscowego klasztoru benedyktynek. Według legendy, do dziś dnia nikomu nie udało się jeszcze wydobyć tych skarbów.

#### Jak Mikołaj Kopernik zaprojektował kanał Trynka

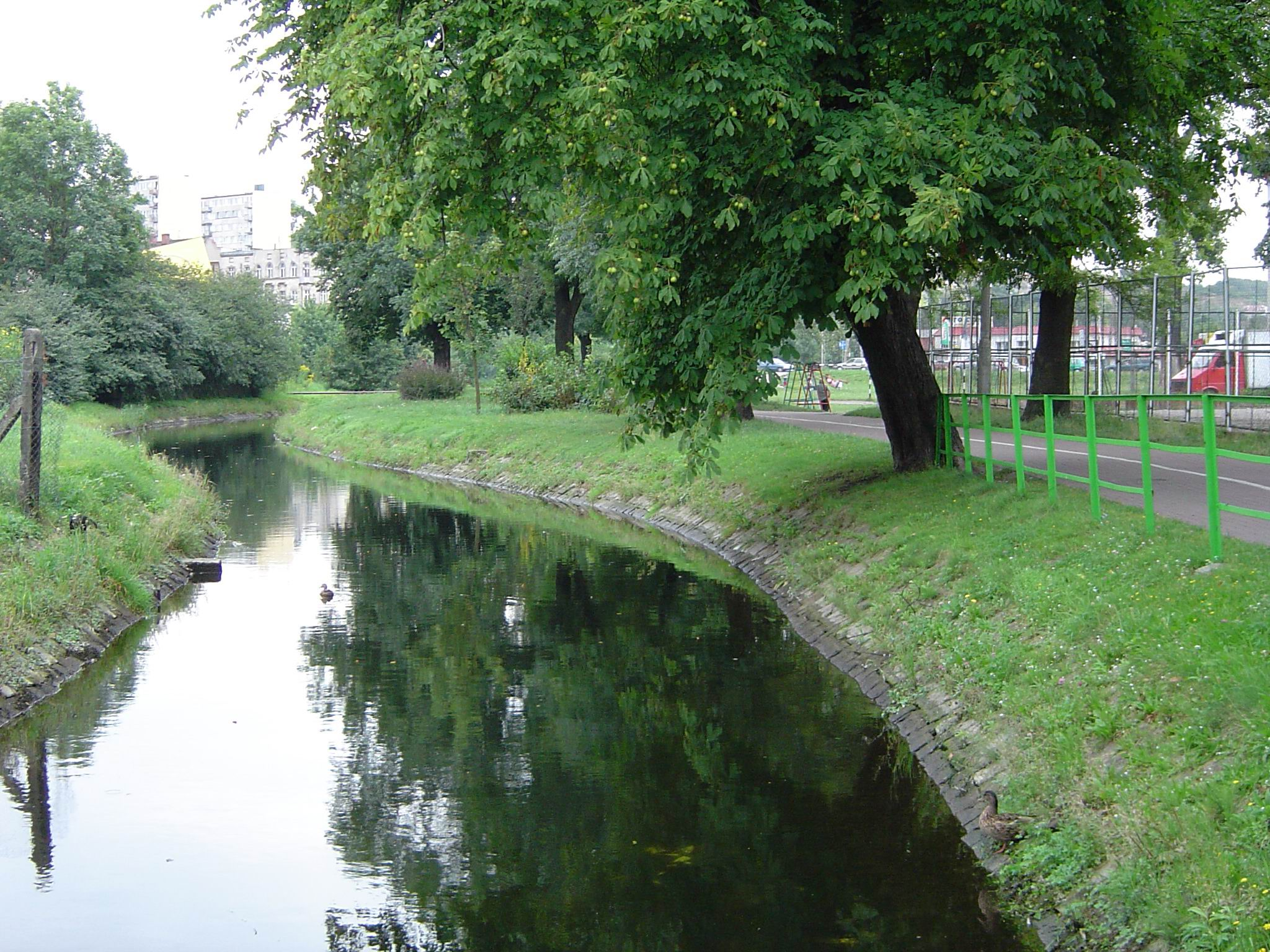
Kanał Trynka

Grudziądz położony był nad Wisłą, jednak jej wody nie nadawały się do picia. Z tego powodu mieszczanie w XIII w. doprowadzili do miasta wodę z jeziora Tuszewo, które znajdowało się na wschód od miasta. W tym celu poszerzono strugę płynącą z jeziora do Wisły. W ten sposób powstał strumień, który mógł napędzać młyny krzyżackie (stąd późniejsza nazwa Potok Młyński). Jednak wody jeziora szybko zostały wyeksploatowane, więc trzeba było znaleźć nowe źródło wody pitnej. Znaleziono je w okolicznych lasach osady Węgrowo (dziś wieś Pastwiska). W 1386 r. mieszkańcy rozpoczęli budowę 8 km kanału, noszącego nazwę Rów Hermana (od imienia swego twórcy). Po złączeniu go z Potokiem Młyńskim, kanał zapewniał wystarczającą ilość wody przez następne 150 lat. Niestety na początku XVI w. i te źródła zostały wyczerpane i w mieście zaczęło brakować wody (co więcej wody Wisły zostały skażone bakteriami cholery). W marcu 1522 r. w Grudziądzu odbywał się sejmik generalny, na który 21 marca przybył Mikołaj Kopernik. Legenda mówi, że gdy wielki uczony usłyszał o kłopotach mieszkańców Grudziądza, natychmiast postanowił im pomóc. Po dokładnym przestudiowaniu map okolic miasta miał zaproponować wykopanie kanału, prowadzącego wody z rzeki Osy do miasta, a dalej do Wisły. Mieszkańcy wysłali do Zygmunta I Starego prośbę o pozwolenie budowy nowego kanału, jednak dopiero jego syn, Zygmunt August, pozwolił na budowę. Oddanie Kanału Trynka do użytku nastąpiło w 1552 r. podczas pobytu króla w Grudziądzu.

#### Nieszczęśliwa miłość Katarzyny i Johana

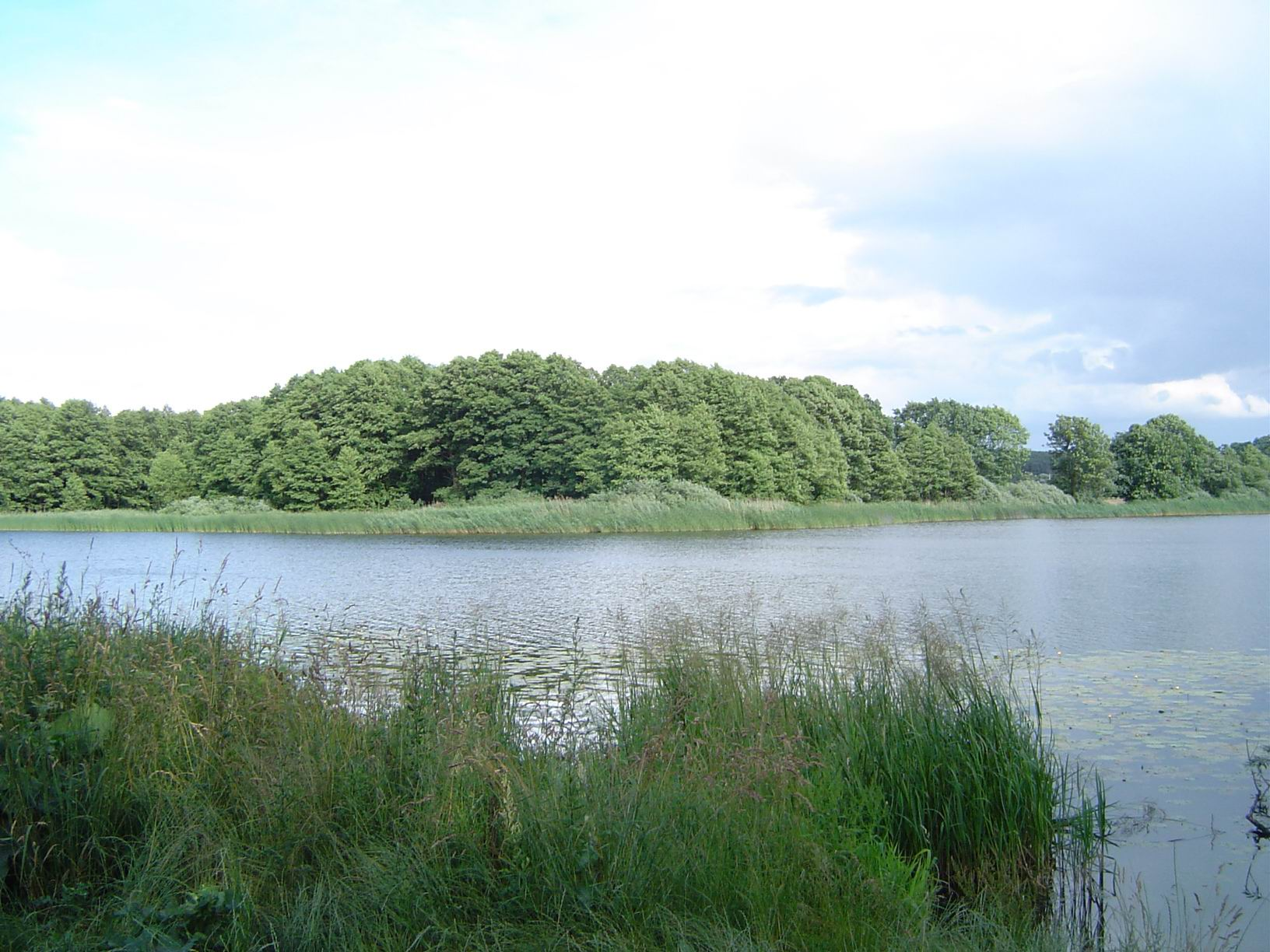
Jezioro Tarpno

Pod koniec XVI w. grudziądzki starosta Jan Zborowski sprowadził do miasta olenderskich osadników (mennonitów). Osiedlili się oni m.in. w Owczarkach, zakładając osadę i stawiając pierwsze domy. Pewnego roku, w Noc Świętojańską, okoliczna młodzież spotkała się nad Kanałem Trynka, gdzie wrzucano do wody wianki i tańczono przy ogniskach. Do grudziądzan dołączył młody Holender o imieniu Johan. W tłumie młodych dziewcząt zauważył piękną złotowłosą dziewczynę. Piękność nosząca imię Kasia, również dostrzegła urodziwego cudzoziemca. Młodzi zakochali się w sobie od pierwszego wejrzenia. Cóż z tego, kiedy dziewczyna była już zaręczona z Kacprem (synem młynarza z Kłódki). Miłość młodych była tak wielka, że mimo ciągłych przeciwności losu, spotykali się po kryjomu. Ich szczęście nie trwało jednak długo, ponieważ o wszystkim dowiedział się Kacper. Młynarz poprosił parobków, aby wybili Johanowi Kasię z głowy. Zaczaili się na niego i dopadli wracającego z randki. Okrutnie potraktowali młodzieńca i nieprzytomnego wrzucili do Trynki. Chłopak utonął, a gdy Kasia dowiedziała się o jego śmierci, zrozpaczona rzuciła się do wody, po czym silny prąd porwał jej młode jeszcze życie w odmęty Trynki. Do dziś dnia, w Noc Świętojańską, miejscowym rybakom na jeziorze Tarpno ukazują się duchy Kasi i Johana, które szukają się wzajemnie.

#### Zbójnik Materna
Przed laty, Grudziądz otoczony był niedostępnymi borami i kniejami. Rozległe lasy były kryjówkami rozmaitych przestępców i rozbójników, wśród których prym wiódł rozbójnik Materna. Wielki to był banita, którego okrutne wyczyny głośnym echem rozchodziły się po całej ziemi chełmińskiej. Materna napadał na kupców, którzy wozili towary do grudziądzkiego grodu, na okoliczne folwarki siejąc gwałt, mord i pożogę. Nie gardził również łupami z grabieży posłów, co powodowało niemałe zawirowania polityczne. Materna to był chłop jak dąb, wysoki na ponad siedem łokci, w barach tak szeroki, że do karczmy wchodził bokiem. Silny był ponoć tak bardzo, że drzewa wyrywał z korzeniami i przenosił największe głazy narzutowe. Twarz porośnięta rudym zarostem cała oszpecona była bliznami, których dorobił się jeszcze za młodu praktykując swe zbójeckie rzemiosło. W ten sposób budził strach samym swym widokiem. Kroniki miejskie wspominają o jego napaści na bogatego kupca Marcina Robenwalda w 1501 roku. Ten wniósł protest do samego króla, że w okolicy zamku grudziądzkiego kupcy i zwykli ludzie nie zaznają spokoju przez jednego banitę. Król interweniował u starosty grudziądzkiego, Pawła Sokołowskiego, który zebrał co przedniejszego chłopa z okolicy i zorganizował zasadzkę. Wpierw wśród ludu rozpuścił wieści o rzekomym transporcie złota do skarbca malborskiego, później przy drodze ku Malborkowi ulokował swych ludzi. Jednym z owych ludzi był Maćko, syn kowala, który od dwóch lat bezskutecznie starał się o rękę córki starosty. Zabiegi o rękę starościńskiej córki na nic się nie zdawały, gdyż różnice stanu były zbyt duże, a i postura Maćka nie była imponująca. Maćko, choć wątły, łeb miał na karku. Postanowił dorwać zbója fortelem. W noc poprzedzającą transport złota podmienił drewniane bele mostu przez Osę na cieniutkie deseczki, licząc na to, że zatrzyma to Maternę. Już pod Świerkocinem Materna bez większych trudności poradził sobie ze strażą konwoju i uprowadził skrzynie ze złotem, uciekając ku Malborkowi. Jakież było jego zaskoczenie, gdy po chwili z obu stron drogi wyskoczyli zbrojni rycerze pod wodzą samego starosty Sokołowskiego. Rozbójnik nie dał jednak za wygraną i ciął bezlitośnie swym mieczem, rozpruwając brzuchy obrońców prawa. Strach ogarnął pozostałych, którzy nie zdołali zatrzymać uciekającego zbója. Kiedy ten przejeżdżał przez Osę, pod ciężarem wielkiego chłopa i jego strasznego rumaka maćkowy most się zawalił, a Materna wpadł w otchłań wartkiej wtedy rzeki. Wtedy chłopiec ogłuszył go waląc z całej siły kamieniem w rudy łeb rozbójnika. Kiedy nadjechała wreszcie pogoń starosty, Materna leżał już nieprzytomny. Starosta zabrał zbója i zamknął go w zamkowym lochu w wieży Klimek. Maćko natomiast w nagrodę za spryt i męstwo dostał zgodę Sokołowskiego na poślubienie córki. Zbójnik Materna uniknął katowskiego miecza. Po 30 latach spędzonych w lochu zamkowym został ułaskawiony i wypuszczony. Czas spędzony w więzieniu ostudził watażkę. Podobno osiadł gdzieś nad jeziorem Tarpno, gdzie do końca wiódł swój pustelniczy żywot.

### Cykliczne imprezy kulturalne
- Każdego roku Centrum Kultury Teatr organizuje w teatrze i na Błoniach Nadwiślańskich szereg koncertów,
- CKT organizuje również Lato z Muzami (występy różnych artystów, codziennie innego w nowym miejscu na Starym Mieście),
- W dniach 3 maja i 11 listopada można zwiedzać Twierdzę Grudziądz,
- Jarmark Spichrzowy – letni jarmark, odbywający się corocznie w czerwcu przed lub w trakcie dni Grudziądza na ul. Spichrzowej i rynku Starego Miasta, podczas którego można kupić na straganach regionalne artykuły spożywcze i rękodzieło. Organizowane są również koncerty na Błoniach Nadwiślańskich z udziałem gwiazd polskiej muzyki rozrywkowej,
- Festiwal muzyki FADO – festiwal muzyczny, organizowany w pierwszej połowie lipca przez założycieli klubo-kawiarni FADO. Oferuje szeroką gamę koncertów z muzyką portugalską. W trakcie festiwalu miasto oferuje przejazd tramwajem, inspirowany tymi, które jeżdżą po Lizbonie oraz dania w stylu portugalskim,

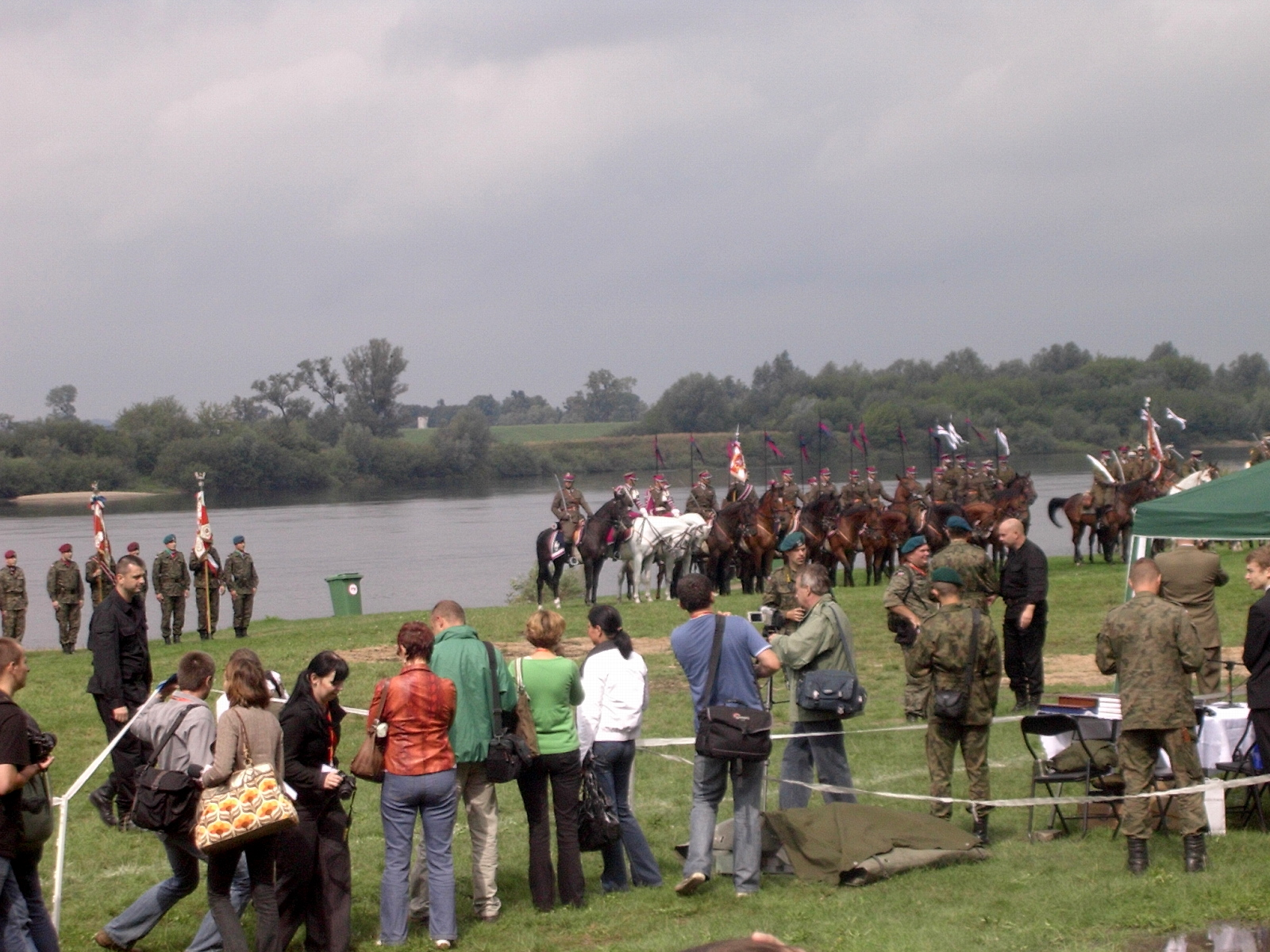
XX Zjazd Kawalerzystów

- XX Zjazd KawalerzystówWidowisko świetlne – co roku, w drugiej połowie lipca, na Starym Mieście oraz na Błoniach Nadwiślańskich, w piątki i soboty odbywa się festiwal świateł, podczas którego miasto rozbłyska tysiącami laserów i lampek w głos imprezowej muzyki. Widowisko oferuje wiele ciekawych atrakcji, jak visual led show, flyboard show, pokazy artystyczne czy silent disco,
- Zjazd kawalerzystów – od 1989 roku corocznie w sierpniu, od piątku do niedzieli, odbywają się zjazdy kawalerzystów II RP. Podczas niego w sobotę odbywa się „Grudziądzki Bieg Ułański o Złotą Ostrogę Centrum Wyszkolenia Kawalerii”, cieszący się dużą popularnością,
- GruRock – dwu lub trzydniowa impreza lokalnej muzyki rockowej, organizowana w pierwszej połowie września na Marinie przy ul. Portowej,
- Jarmark Świętego Mikołaja – coroczny kilkudniowy Jarmark Bożonarodzeniowy, odbywający się w pierwszej połowie grudnia. Można na nim zakupić specjały z grudziądzkiego rynku spożywczego, rękodzieło, ozdoby świąteczne oraz prezenty dla najbliższych. Można również posłuchać kolęd i piosenek świątecznych śpiewanych przez artystów na scenie,
- Miejski Sylwester, organizowany na Marinie przy ul. Portowej.

### Media

#### Obecne
- Radio Eska Grudziądz (90,6 MHz)
- Gazeta Pomorska
- Kurier Grudziądzki
- Grudziądz Twoje-Miasto.pl – portal sieci Twoje-Miasto.pl
- eGrudziadz.pl – Portal internetowy
- Grudziadz365.pl – portal powstały 15 listopada 2017
- Nasze miasto Grudziądz
- grudziadz.gdzieswpolsce.pl
- graudenz.pl – portal o historii miasta
- TVSM – lokalny program telewizyjny
- Pokochaj Grudziądz – Magazyn Regionalny TVP3 Bydgoszcz
- Grudziądz Miasto Otwarte – portal marki miasta

#### Historyczne
- Goniec Nadwiślański
- Radio Grudziądz
- Internetowe Radio Grudziądz
- Goniec Grudziądzki
- Gazeta Grudziądzka
- Der Gesellige Zeitung
- Portal internetowy Faktygrudziadz.pl
- Tygodnik lokalny grudziadzka.pl
- prywatny portal Kampanii Mówimy DOŚĆ niszczeniu Grudziądza[46]
- Moje Miasto Grudziądz, MMGRUDZIADZ.pl
- Czas Grudziądza – tygodnik Agory
- „Nowości Grudziądzkie” – regionalna wersja Nowości Dziennika Toruńskiego

#### Grudziądz w filmie
- Tatarak Andrzeja Wajdy[47][48] – miasto grało tutaj Sandomierz
- Ognisty jeździec Niny Grosse[49] – miasto odgrywało rolę Frankfurtu nad Menem
- rodzinka.pl[50] – odcinek 121 „Wakacje w Grudziądzu”

## Sport i rekreacja

### Solanki
- Podczas poszukiwania ropy i gazu ziemnego w okolicach Grudziądza (Marusza) w 1972 roku natrafiono na złoża wód termalnych z okresu dolnej jury.
- Dowiercono się do głębokości 1630 m, skąd wydobyto wodę o temperaturze ok. 44 st. C.
- Dopiero w 2001 roku powstała spółka „Geotermia Grudziądz”[51], która zaczęła przygotowywać dokumentację na wykorzystywanie wód solankowych z Maruszy
- W marcu 2006 roku oddano do użytku publicznego obiekt z nowoczesnymi wannami, inhalatory, krioterapie, salę gimnastyczną, saunę infrared, a w maju tego samego roku oddano jedyną w Europie tężnię solankową zamkniętą w piramidzie. W następnym miesiącu umożliwiono korzystanie z groty solankowej, gdzie można się kąpać grupowo w wodach solankowych.
- W 2007 roku oddano do użytku 4 baseny z różnym stężeniem solanek oraz gabinety masażu, salę fitness, salon kosmetyczny, pokój dla dzieci.
- W 2013 roku pojawiła się koncepcja budowy nowych obiektów dla Solanek[52]. Nową proponowaną lokalizacja to okolice jeziora Rudnik.

### Kluby sportowe

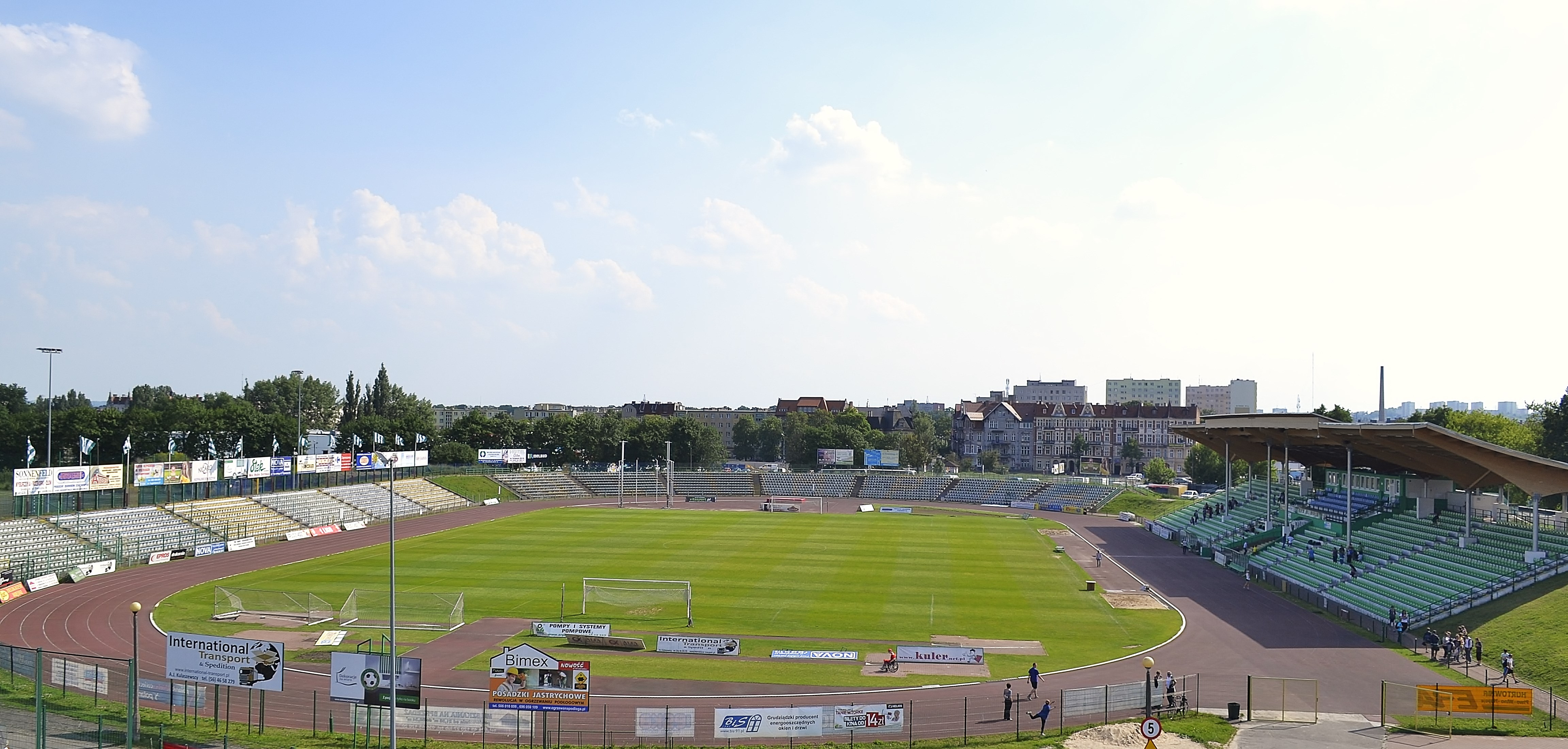
Stadion Miejski w Grudziądzu

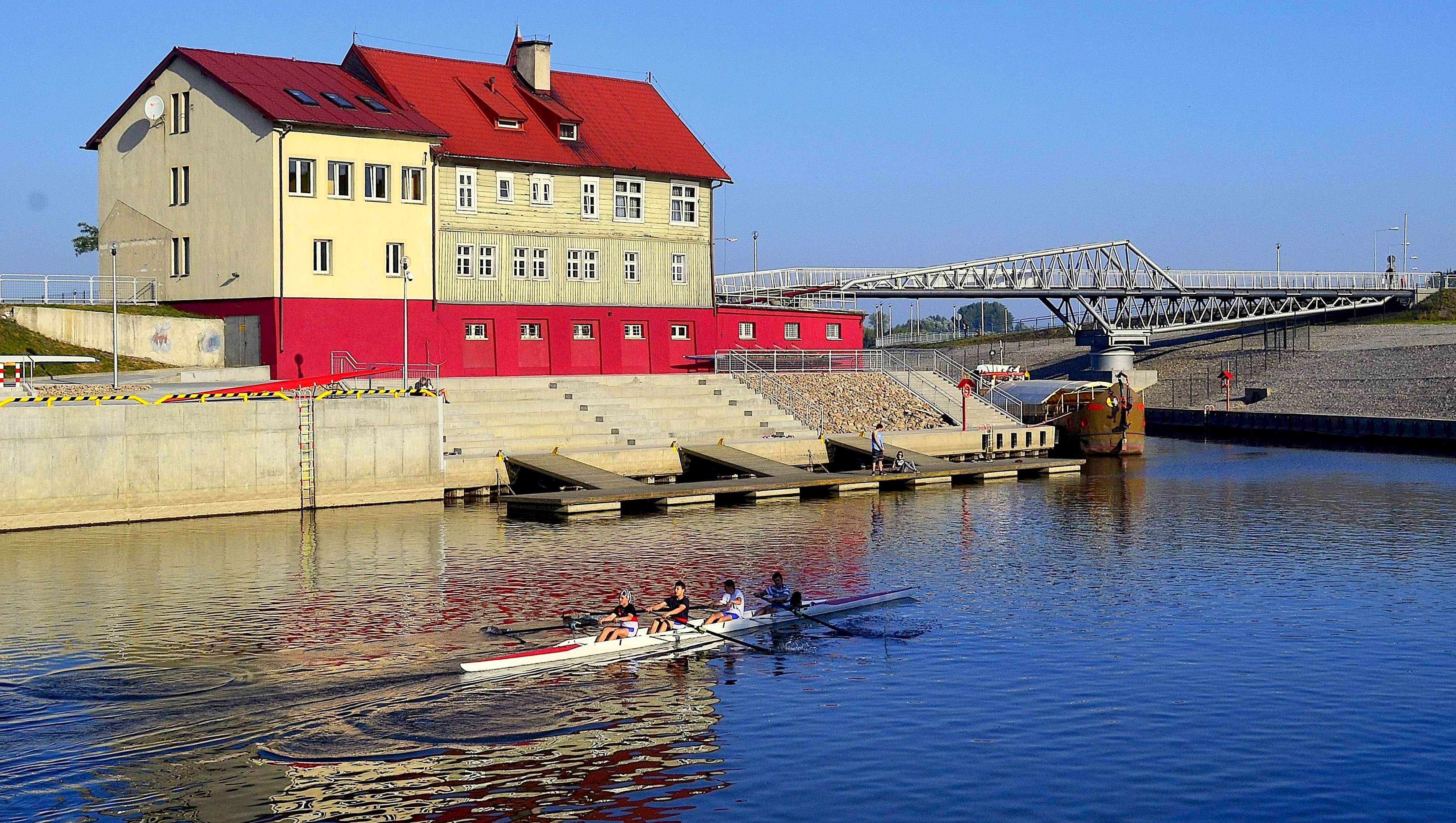
Klub Wioślarski Wisła w Grudziądzu

W Grudziądzu funkcjonuje 39 klubów sportowych, które prowadzą łącznie 53 sekcje.
- Grudziądzki Klub Motocyklowy powołany w 2013 roku w miejsce założonego w 2002 roku Grudziądzkiego Towarzystwa Żużlowego; kontynuator Grudziądzkiego Klubu Motorowego założonego w 1979 roku (Stadion przy ul. Hallera)
- Grudziądzki Klub Sportowy „Olimpia” – (Stadion przy ul. Piłsudskiego)
- MKS Grudziądz
- Klub Wioślarski Wisła Grudziądz
- Kokoro Grudziądzki Klub Kyokushin-kan Karate-do
- Grudziądzkie Towarzystwo Piłkarskie „Nadwiślanin”
- Uczniowski Klub Sportowy Rotmistrz Twoja Szkoła Grudziądz
- Uczniowski Klub Sportowy „Ruch”
- Uczniowski Klub Sportowy „Orka”
- Miejski Klub Sportowy „Start”
- Klub Sportowy „Stal” – (Obiekt sportowy „Mniszek Arena” przy Al. Sportowców)
- Autonomiczna Ludowa Kolarska Sekcja „Stal” Grudziądz
- Okniński MMA Grudziądz
- Aeroklub Grudziądzki
- KS Elektryk
- KS Stomil
- KP Wisła
- Autonomiczna Sekcja Tenisa Stołowego Olimpia-Unia
- Stowarzyszenie Sportowe Modelarzy Grudziądzkich
- JKS Rywal Grudziądz
- Grudziądzkie Towarzystwo Sportów Bilardowych
- Klub Płetwonurków
- Bractwo Wodniaków[53]
- Grudziądzkie Towarzystwo Tenisowe
- Uczniowski Klub Sportowy „Arm Fanatic Sport” Grudziądz
- Szarża Grudziądz
- Automobilklub Toruński Delegatura Grudziądz

W latach 80. na stadionie grudziądzkiej „Olimpii” rozegrała swoje spotkanie młodzieżowa reprezentacja Francji z Zinédinem Zidanem w składzie.

### Kluby i stowarzyszenia osób niepełnosprawnych
- Stowarzyszenie Sportowe dla Osób Upośledzonych Umysłowo „Olimpiady Specjalne – Polska”
- Stowarzyszenie Sportowe „Sprawni – Razem”
- Centrum Rehabilitacji im. ks. Biskupa Jana Chrapka
- „TowPeDe” Towarzystwo Przyjaciół Downa w Grudziądzu

### Baseny
- Basen przy SP nr 20 (ul. Sobieskiego 12)
- Basen przy SP nr 21 (ul. Nauczycielska 19)
- Basen Nadwiślański (ul. Kalinkowa 56)
- Baseny odkryte MORiW (ul. Za Basenem 2)
- Baseny Solankowe (ul. Warszawska 36)

### Inne
- Każdego roku w Grudziądzu odbywają się Wielkanocne Zawody Balonowe o puchar Prezydenta Grudziądza
- Baza sportowa miasta to 4 stadiony, które razem mogą pomieścić ponad 25 tys. widzów (stadion GKS Olimpia – 12 tys., stadion GKM – 8 tys.), 5 hal sportowych wraz z pełnym wyposażeniem widowiskowo-sportowym (ok. 2500 miejsc), baseny kryte i otwarte oraz korty tenisowe czy strzelnice sportowe. Na terenie miasta istnieją również sauny, siłownie, ośrodki jeździeckie oraz przystanie wodne.
- Przez Grudziądz i okolice przechodzi wiele szlaków turystycznych.

### Ogrody działkowe
- ROD „25-lecie PRL”
- ROD „Chemik”
- ROD „Energetyk”
- ROD im. Tadeusza Kościuszki
- ROD „Kąpiele Słoneczne”
- ROD „Krokus”
- ROD „Metalowiec”
- POD „Nad Rudniczanką”
- ROD „Narcyz”
- ROD „Niezapominajka”
- ROD „Relaks”
- ROD "Rolnik"
- ROD „Transportowiec”
- ROD „XX-lecia”
- ROD "Malwa"

### Planetarium
W 1964 roku w Grudziądzu powstało Planetarium i Obserwatorium Astronomiczne. Odbywają się tutaj co jakiś czas seanse i dni otwarte dla wszystkich chętnych. Grudziądzkie Planetarium i Obserwatorium Astronomiczne jest też organizatorem Ogólnopolskiego Młodzieżowego Seminarium Astronomicznego (OMSA) im. prof. Roberta Głębockiego. W 2008 roku odbył się już dwudziesty czwarty finał tego konkursu. W latach 2020–2021 z powodu pandemii COVID-19 seanse w Planetarium odbyła się wyłącznie przez portal internetowy YouTube na profilu Planetarium i Obserwatorium – Grudziądz. Obecnie seanse odbywają się wyłącznie po wcześniejszym uzgodnieniu.

## Podział administracyjny

### Status administracyjny miasta

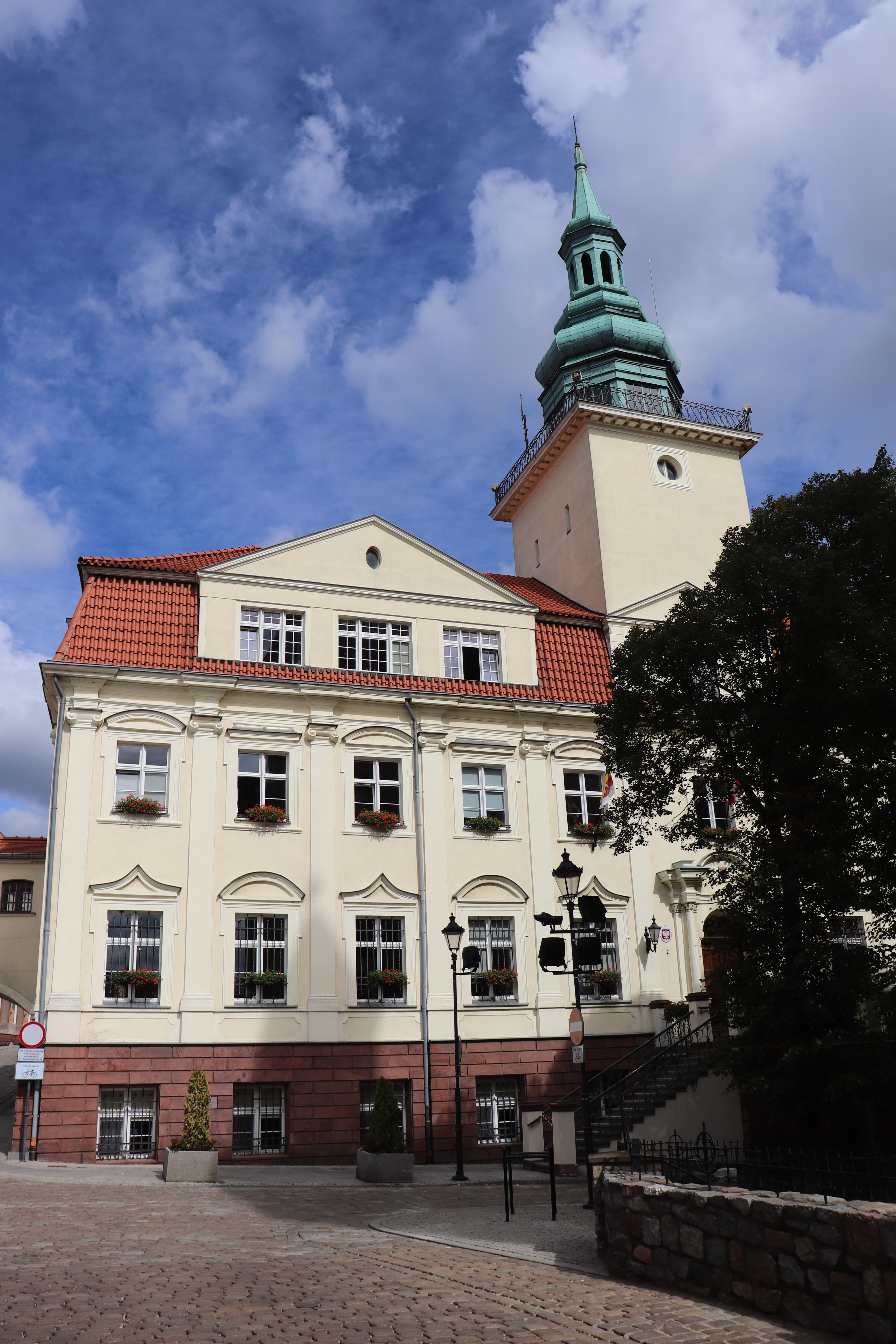
Ratusz w Grudziądzu

| Okres                 | Państwo                                     | Zwierzchność                                | Jednostka administracyjna                   | Status miasta             | Funkcja miasta                                     |
| --------------------- | ------------------------------------------- | ------------------------------------------- | ------------------------------------------- | ------------------------- | -------------------------------------------------- |
| 1772–1824             | Królestwo Prus                              | Królestwo Prus                              | Prusy Zachodnie, rejencja kwidzyńska        | Landkreis Graudenz        | siedziba landrata (starosty)                       |
| 1824–1878             | Królestwo Prus od 1871 Cesarstwo Niemieckie | Królestwo Prus od 1871 Cesarstwo Niemieckie | Prusy, rejencja kwidzyńska                  | Landkreis Graudenz        | siedziba landrata                                  |
| 1878–1900             | Cesarstwo Niemieckie                        | Cesarstwo Niemieckie                        | Prusy Zachodnie, rejencja kwidzyńska        | Landkreis Graudenz        | siedziba landrata                                  |
| 1900–1920             | Cesarstwo Niemieckie                        | Cesarstwo Niemieckie                        | Prusy Zachodnie, rejencja kwidzyńska        | Stadtkreis Graudenz       | powiat grodzki i siedziba powiatu ziemskiego       |
| 1920–1939             | Rzeczpospolita Polska                       | Rzeczpospolita Polska                       | województwo pomorskie                       | Powiat – miasto Grudziądz | powiatu grodzkiego i siedziba powiatu ziemskiego   |
| 1939–1945             | Rzesza Niemiecka                            | Rzesza Niemiecka                            | Gdańsk-Prusy Zachodnie, rejencja kwidzyńska | Stadtkreis Graudenz       | powiatu grodzkiego i siedziba powiatu ziemskiego   |
| 1945 luty-kwiecień*** | Rzeczpospolita Polska                       | Rzeczpospolita Polska                       | województwo pomorskie                       | Powiat – miasto Grudziądz | powiat grodzki i siedziba powiatu ziemskiego       |
| 1945–1950             | Rzeczpospolita Polska                       | Rzeczpospolita Polska                       | województwo pomorskie                       | Powiat – miasto Grudziądz | powiat grodzki i siedziba powiatu ziemskiego       |
| 1950–1952             | Rzeczpospolita Polska                       | Rzeczpospolita Polska                       | województwo bydgoskie                       | Powiat – miasto Grudziądz | powiat grodzki i siedziba powiatu ziemskiego       |
| 1952–1975             | Polska Rzeczpospolita Ludowa                | Polska Rzeczpospolita Ludowa                | województwo bydgoskie                       | Powiat – miasto Grudziądz | powiat grodzki i siedziba powiatu ziemskiego       |
| 1975–1989             | Polska Rzeczpospolita Ludowa                | Polska Rzeczpospolita Ludowa                | województwo toruńskie                       | miasto Grudziądz          | siedziba gminy Grudziądz                           |
| 1989–1998             | Rzeczpospolita Polska                       | Rzeczpospolita Polska                       | województwo toruńskie                       | miasto Grudziądz          | siedziba urzędu rejonowego                         |
| od 1999               | Rzeczpospolita Polska                       | Rzeczpospolita Polska                       | województwo kujawsko-pomorskie              | miasto na prawach powiatu | miasto na prawach powiatu i siedziba władz powiatu |

### Powierzchnia miasta
| Rok  | Powierzchnia |
| ---- | ------------ |
| 1880 | 18,8 km²     |
| 1934 | 28,3 km²     |
| 1939 | 28,3 km²     |
| 1945 | 28,6 km²     |
| 1954 | 43,5 km²     |
| 1975 | 58,7 km²     |
| 1988 | 58,74km²     |
| 2006 | 59,3 km²     |
| 2016 | 58 km²       |

### Administracja samorządowa
Grudziądz posiada status miasta na prawach powiatu. Oznacza to, że gmina miejska wykonuje zadania powiatu. Organem stanowiącym samorządu jest Rada Miejska Grudziądza, składająca się z 23 radnych, którzy są wybierani w 4 okręgach wyborczych, od 2018 na okres 5-letniej kadencji. W szczególności określa politykę rozwoju Miasta. Organem wykonawczym samorządu jest Prezydent miasta Grudziądza. Siedziba Prezydenta Grudziądza i Rady Miejskiej znajduje się w Ratuszu Miejskim.
Miasto jest siedzibą władz gminy Grudziądz i powiatu grudziądzkiego.
Grudziądz jest członkiem Związku Miast Polskich, Federacji Miast Kopernikańskich, Ogólnopolskiej Federacji Młodzieżowych Samorządów Lokalnych i Związku Miast Nadwiślańskich.

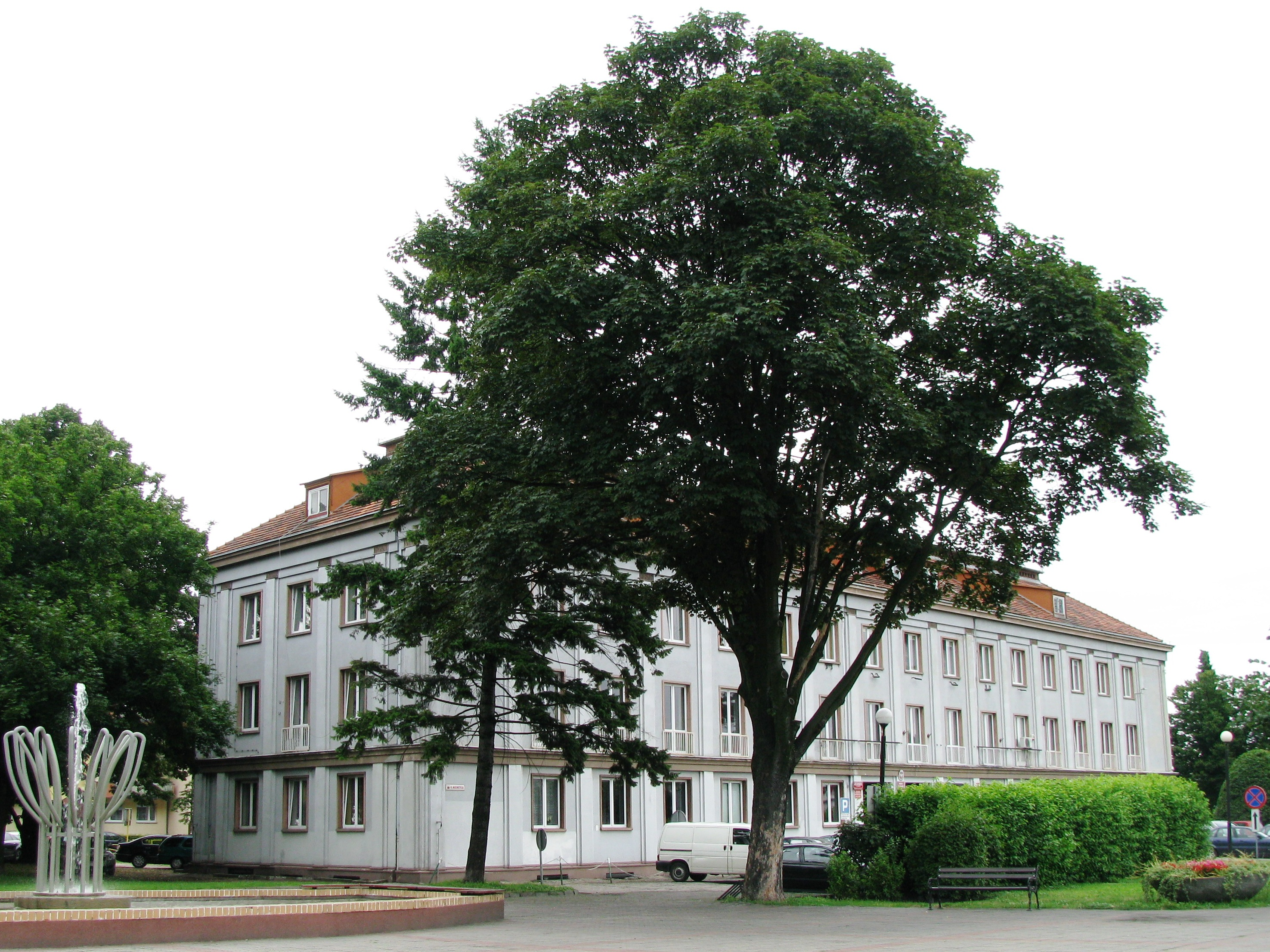
Starostwo Powiatowe w Grudziądzu

#### Obecne władze miasta
- Prezydent miasta – Maciej Glamowski (od 21 listopada 2018)
- I Zastępca prezydenta miasta – Tomasz Smolarek (od 16 maja 2024)
- II Zastępca prezydenta miasta – Róża Lewandowska (od 16 maja 2024)
- Sekretarz miasta – Andrzej Cherek (od 26 lutego 2019)[56]
- Skarbnik miasta – Małgorzata Kosinska (od 1 października 2024)[57]

### Polityka
Mieszkańcy Grudziądza wybierają posłów na Sejm z okręgu wyborczego nr 5 oraz jednego senatora z okręgu wyborczego nr 12. Natomiast posłów do Parlamentu Europejskiego z okręgu wyborczego numer 2. Z kolei z mieszkańcami powiatu: brodnickiego, golubsko-dobrzyńskiego, grudziądzkiego, rypińskiego i wąbrzeskiego wybierają 5 z 30 radnych do Sejmiku Województwa Kujawsko-Pomorskiego (okręg wyborczy nr 3). Reprezentantami Grudziądza w sejmiku kujawsko-pomorskim wyłonionymi w wyborach samorządowych w 2024 są: Michał Czepek (KO) i Robert Malinowski (KO).

#### Parlamentarzyści
Grudziądz posiada jedynego przedstawiciela w X kadencji w Sejmie, będącego Sekretarzem Stanu przy MSWiA:
- Tomasz Szymański (Koalicja Obywatelska)

Ponadto od wyborów parlamentarnych 2023 swoje biura w mieście posiadają:
- Poseł na Sejm: Krzysztof Szczucki, Anna Gembicka (PiS)
- Senator: Ryszard Bober (Trzecia Droga)

Posłowie do Parlamentu Europejskiego posiadający biura poselskie w mieście:
- Krzysztof Brejza (KO)

### Dzielnice Grudziądza

Umowny podział administracyjny Grudziądza

Grudziądz nigdy nie posiadał ustanowionego oficjalnego podziału administracyjnego. Przez lata istniał umowny, niejasny podział na dzielnice i osiedla, często różniący się między historycznymi granicami miejscowości wchodzących w skład miasta, przekazem ustnym mieszkańców, a mapami ściennymi oraz dostępnymi online. Bardziej oficjalne podziały Grudziądza były ustanawiane w zależności od aktualnych potrzeb miasta (jak choćby podział na sektory odbioru odpadów komunalnych).
4 grudnia 2024 roku podczas konferencji prasowej został przedstawiony plan podziału administracyjnego Grudziądza na 15 dzielnic. Zostanie on poddany konsultacjom społecznym, aby wypracować ostateczną wersję, która zostanie poddana pod głosowanie na Radzie Miejskiej. Według tego podziału Grudziądz będzie dzielić się na następujące dzielnice:
- Śródmieście Północne ze Starówką
- Śródmieście Południowe z Osiedlem Wyzwolenia
- Małe Tarpno
- Kuntersztyn-Tuszewo
- Kawalerii Polskiej
- Kopernika
- Wielkie Tarpno
- Lotnisko
- Osiedle Chełmińskie
- Strzemięcin
- Owczarki
- Węgrowo-Pastwisko
- Rudnik
- Mniszek
- Rządz

W północnej części miasta dominuje zabudowa jednorodzinna. Centralną część stanowi stara, zabytkowa zabudowa śródmiejska. W południowej części znajdują się dzielnice przemysłowo-składowe oraz duże osiedla mieszkaniowe z „wielkiej płyty”.

## Cmentarze
- Cmentarz przy ul. Cmentarnej
- Cmentarz Komunalny
- Cmentarz Garnizonowy
- Cmentarz Wojenny

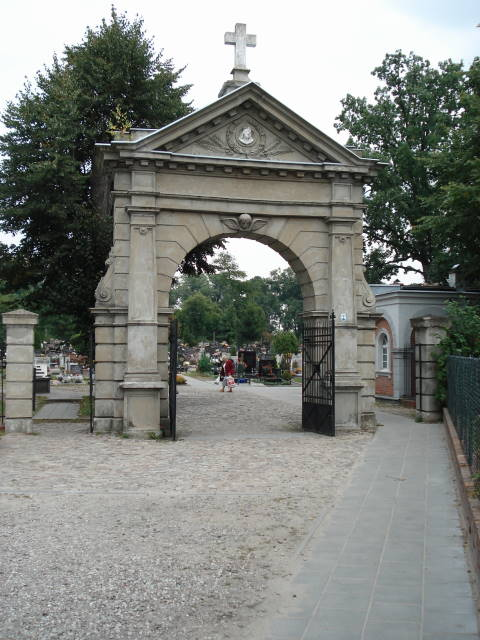
Brama cmentarza przy ul. Cmentarnej

- Stary i Nowy cmentarz żydowski (zniszczone w czasie wojny)
- Cmentarz Ewangelicki
- Cmentarz Parafii Farnej
- Cmentarz w Tarpnie (tzw. pod Nową Wsią)

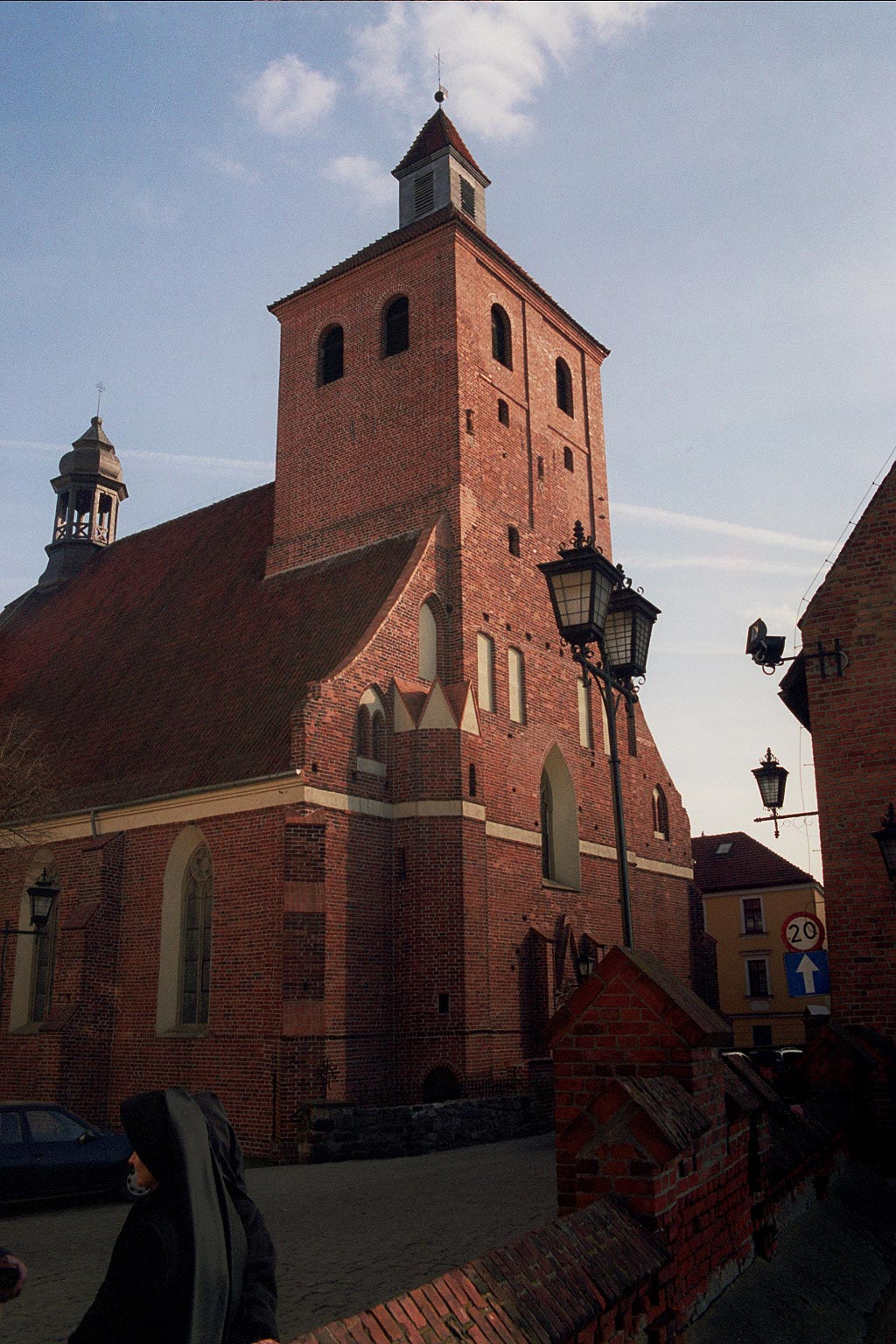
Bazylika pw. św. Mikołaja w Grudziądzu

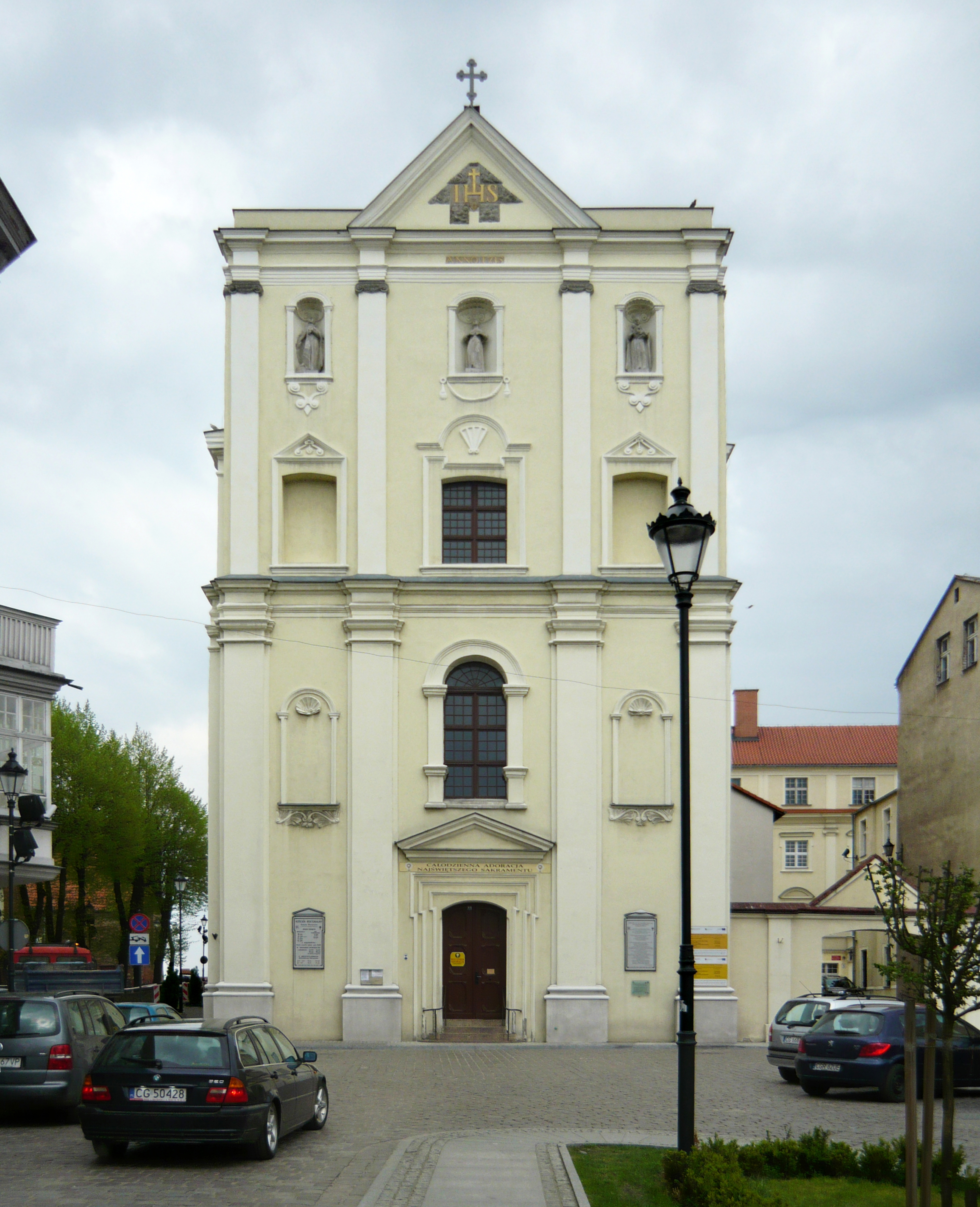
Kościół pw. św. Franciszka Ksawerego

## Wspólnoty wyznaniowe

### Wyznania według spisów z końca XIX i początku XX w.
- ewangelicy:
  - 10 871; (1880)
  - 33 020; (1905)
  - 25 493; (1910)
- katolicy:
  - 5490; (1880)
  - 11 684; (1905)
  - 13 612; (1910)
- Żydzi:
  - 78; (1880)
  - 579; (1905)
  - 505; (1910)
- inne:
  - –; (1880)
  - 1; (1905)
  - 12; (1910)

### Współcześnie
Na terenie miasta działalność religijną prowadzą następujące kościoły i związki wyznaniowe:
Buddyzm
- Buddyjski Związek Diamentowej Drogi Linii Karma Kagyu[62]

Kościoły katolickie:
- Kościół rzymskokatolicki:
  - Dekanat Grudziądz I
  - Dekanat Grudziądz II
- Reformowany Kościół Katolicki w Polsce (Wspólnota Narodzenia Pańskiego, ul. Kulerskiego 11/1)

Polski Autokefaliczny Kościół Prawosławny:
- parafia Kazańskiej Ikony Matki Bożej, ul. Armii Krajowej 20/1[63]

Kościoły protestanckie:
- Kościół Ewangelicko-Augsburski w RP:
  - parafia św. Jana – ul. Szkolna 10
- Kościół Ewangelicko-Metodystyczny w RP:
  - parafia św. Pawła – ul. Kosynierów Gdyńskich 9-11
- Kościół Adwentystów Dnia Siódmego:
  - zbór w Grudziądzu – ul. Józefa Piłsudskiego 109
- Wspólnota Kościołów Chrystusowych w RP
  - Społeczność Chrześcijańska w Grudziądzu – ul. Północna 38
- Kościół Zielonoświątkowy w RP:
  - zbór w Grudziądzu – ul. Kosynierów Gdyńskich 9-11

Świadkowie Jehowy:
- zbory: Grudziądz–Centrum (oraz grupa rosyjskojęzyczna), Grudziądz–Południe, Grudziądz–Lotnisko, Grudziądz–Tarpno (oraz grupa j. migowego)
  - Sala Królestwa, ul. Parkowa 1

Świecki Ruch Misyjny „Epifania”
- zbór w Grudziądzu, ul. Kosynierów Gdyńskich 9

## Grudziądz jako garnizon wojskowy

### Jednostki stacjonujące przed 1939

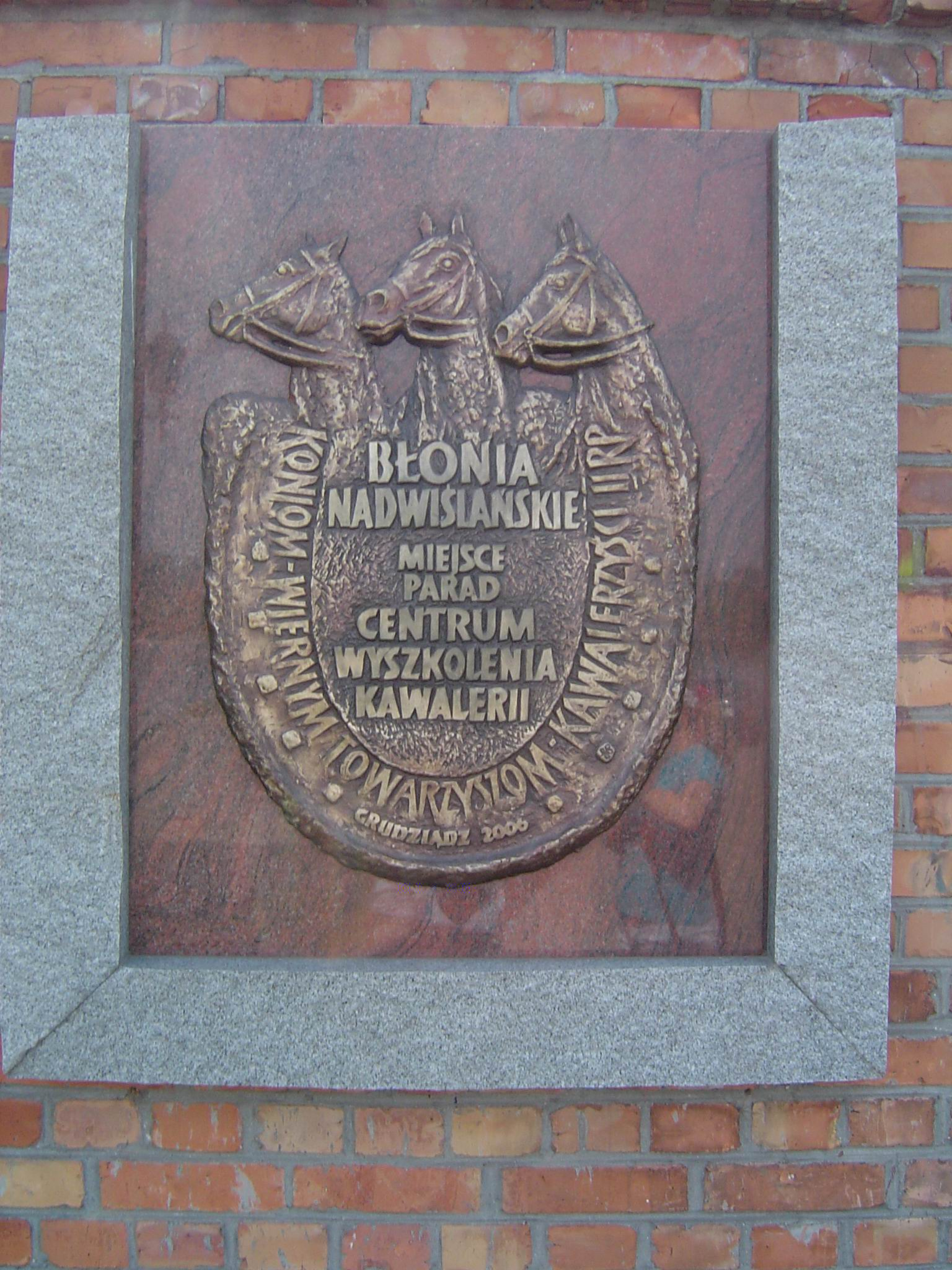
Tablica odsłonięta przez dawnych absolwentów CWKaw., upamiętniająca ich konie na Błoniach Nadwiślańskich w Grudziądzu

- Centrum Wyszkolenia Kawalerii, w którym szkolili się m.in.
  - rtm. Witold Pilecki
  - rtm. Jan Ładoś
- 18 Pułk Ułanów Pomorskich
- Centrum Wyszkolenia Żandarmerii
- Dowództwo 16 Pomorskiej Dywizji Piechoty:
  - 16 Pomorski Pułk Artylerii Lekkiej
  - 64 Grudziądzki Pułk Piechoty
  - 65 Starogardzki Pułk Piechoty
- 3 Pułk Łączności
- Batalion ON „Grudziądz”
- Inspektorat Grudziądz AK

### Jednostki stacjonujące po 1945 (rozwiązane)
- 6 Dywizja Artylerii Przełamania
- 8 Pułk Mostów Drogowych i Kolejowych
- Bydgoski Pułk Obrony Terytorialnej
- 2 Batalion Obrony Przeciwchemicznej
- Ośrodek Szkolenia Specjalistów Ubezpieczenia Lotów
- 113 Wojskowy Szpital Garnizonowy
- 60 Okręgowe Warsztaty Uzbrojenia i Elektroniki
- 1 Ośrodek Szkolenia Kierowców
- 4 Rejonowa Baza Materiałowa
- Centralny Ośrodek Szkolenia Młodszych Specjalistów Logistyki

### Jednostki stacjonujące po 1945
- Centrum Szkolenia Logistyki
- 8 Batalion Walki Radioelektronicznej
- 13 Wojskowy Oddział Gospodarczy
- 1 Rejonowe Warsztaty Techniczne
- Placówka Żandarmerii Wojskowej

27 września 2007 roku odbyły się w Grudziądzu manewry wojskowe pod kryptonimem „Opal 07”.
Do nazwy miasta odwoływały się okręty niemieckiej marynarki wojennej. Od 1913 r. do końca I wojny światowej w Kaiserliche Marine służyły krążowniki lekkie typu Graudenz: SMS „Graudenz” i SMS „Regensburg”.

## Honorowi obywatele Grudziądza
Tytuł „Honorowego Obywatela Miasta Grudziądza” przyznawany jest przez Radę Miasta, za szczególne zasługi w działalności gospodarczej, politycznej, naukowej, kulturalnej i społecznej dla Rzeczypospolitej Polskiej lub miasta Grudziądza. Inicjatywę uchwałodawczą w tym zakresie posiada: prezydent, przewodniczący rady oraz grupa co najmniej 10 radnych. Rada Miasta może również podjąć uchwałę o pozbawieniu godności honorowego obywatelstwa, gdy honorowy obywatel dopuścił się czyn, wskutek którego stał się honorowego obywatelstwa niegodny.

### Wyróżnieni
W reprezentacyjnej sali sesyjnej grudziądzkiego Ratusza, 29 września 2010 odsłonięto portrety Honorowych Obywateli Miasta Grudziądza. Autorką obrazów jest malarka Maja Wolf.
| Data nadania         | Laureat                     | Uwagi |
| -------------------- | --------------------------- | --- |
| 26 kwietnia 1923     | Ferdynand Foch              | marszałek Francji i Polski |
| 1932                 | Julian Szychowski           | senator RP, szambelan papieski, wieloletni przewodniczący Rady Miejskiej                                                               |
| 21 lutego 1938       | Damazy Klimek               | kupiec, działacz narodowy i społeczny                                                                                                  |
| 21 lutego 1938       | Alojzy Ruchniewicz          | przemysłowiec, działacz narodowy i społeczny                                                                                           |
| 15 października 1938 | Edward Rydz-Śmigły          | marszałek Polski |
| 10 czerwca 1992      | Jan Ładoś                   | rotmistrz 18 Pułku Ułanów Pomorskich                                                                                                   |
| 10 czerwca 1992      | Salomea Sujkowska           | lekarz, działaczka społeczna, założycielka grudziądzkiego Klubu Inteligencji Katolickiej                                               |
| 21 grudnia 1994      | ks. Zdzisław Peszkowski     | kapelan Rodzin Katyńskich i pomordowanych na Wschodzie                                                                                 |
| 18 września 1996     | Bronisław Malinowski        | lekkoatleta-biegacz, wielokrotny medalista mistrzostw Europy i mistrz olimpijski; tytuł nadany pośmiertnie                             |
| 16 października 2003 | Jan Paweł II                | papież; tytuł nadano w 25. rocznicę pontyfikatu                                                                                        |
| 14 września 2005     | Czesław Szachnitowski       | artysta plastyk, wieloletni nauczyciel w II LO im. króla Jana III Sobieskiego                                                          |
| 27 czerwca 2007      | Ludwik Rydygier             | światowej sławy chirurg; tytuł nadany pośmiertnie                                                                                      |
| 4 listopada 2009     | ks. infułat Tadeusz Nowicki | wieloletni proboszcz parafii pw. św. Mikołaja w Grudziądzu                                                                             |
| 8 czerwca 2022       | Karola Skowrońska           | bibliotekarka, działaczka kulturalna i społeczna, pomysłodawczyni Zjazdu Kawalerzystów II RP                                           |
| 11 lutego 2025       | Ryszard Szczepański         | lekkoatleta, biegacz średnio- i długodystansowy, trener mistrza olimpijskiego Bronisława Malinowskiego, działacz sportowy i społeczny. |

## Miasta partnerskie
| Miasto    | Kraj    | Data podpisania umowy |
| --------- | ------- | --------------------- |
| Gütersloh | Niemcy  | wrzesień 1989         |
| Falun     | Szwecja | maj 1991              |
| Nanning   | Chiny   | październik 2011      |

## Sąsiednie gminy
Dragacz, Grudziądz (gmina wiejska), Rogóźno